# 鬼束ちひろ
鬼束 ちひろ（おにつか ちひろ、1980年10月30日 - ）は、日本の女性シンガーソングライター。2013年からは鬼束ちひろ & BILLYS SANDWITCHESのボーカルとしても活動。妹は舞踊家で女優の鬼束桃子。CDの総売上枚数は415万枚以上。

## 概要
19歳の2000年2月9日に1stシングル『シャイン』でデビュー。半年後の2000年8月9日にリリースした2ndシングル『月光』で、一躍脚光を浴びる。
2001年3月発売の1stアルバム『インソムニア』がミリオン・セールスとなり、4thシングル『眩暈/edge』が第43回日本レコード大賞の作詞賞を受賞。
2002年3月に『インソムニア』が日本ゴールドディスク大賞「ロック・アルバム・オブ・ザ・イヤー」を受賞。同年11月5日には日本武道館での公演を成功させるなど、ソングライターとしてだけでなくシンガー、パフォーマーとしても地位を確立した。
短期間で急激な成功を収める一方、2年間でアルバムを3枚リリースするなどのハードスケジュールにより、心身共に健康状態が悪化。2002年春のコンサートツアーでは緊急入院で2公演をキャンセルし、退院後もドクター・ストップを押し切っての強行ツアーとなったほか、2003年夏に喉を痛めながら仕事を続けた結果、声帯結節発症をきっかけに2003年限りで活動を一時停止。2004年にUNIVERSAL SIGMAへ移籍したものの、11thシングル『育つ雑草』リリースとライブのゲスト参加だけにとどまり再び休養。
2007年に12thシングル『everyhome』で約2年7ヶ月振りに新曲をリリース。また、4thアルバム『LAS VEGAS』発売と海外進出希望を表明。2008年4月に単独公演を大成功させたが、同年秋に予定していたコンサートツアー全国5公演を体調不良で全てキャンセル。
2009年に3枚のシングルと5thアルバム『DOROTHY』をリリースしたが、発売前後のプロモーション活動を殆ど行わず、公演も行われなかった。
2011年にレーベル移籍。自身がプロデュースした6thアルバム『剣と楓』リリース以後、コンサートツアー再開やインディーズレーベルでのサイドプロジェクト的な「BILLYS SANDWITCHES」名義での活動を続けるが、本業より私生活でのDV騒動やニコニコ生放送出演、Twitter騒動に世間の目が向けられることになった。
2016年からは単独4公演開催とメジャーレーベル契約。2017年に7thアルバム『シンドローム』リリース。全国ツアーを完遂するなど、安定して活動を継続（10公演以上の全国ツアーを行うのは2002年以来約15年振り。）。
2018年7月、自身のInstagramで、2015年に一般人の男性と結婚していた事を公表した。
2020年にはデビュー20周年を迎え、ベストアルバム『REQUIEM AND SIRENCE』を発売。また、8thアルバム『HYSTERIA』も発売。近年、あまりメディアの出演が少ない鬼束だが、この年は様々なメディアに出演し、初期の頃の曲からその年にリリースした曲まで様々な楽曲を披露した。なかでも、NHKの音楽番組『SONGS』の出演は反響を呼び、披露したデビュー20周年記念曲『書きかけの手紙』は注目を浴びた。
翌年2021年11月28日、東京都渋谷区の路上で救急車を蹴ったとして、器物損壊の現行犯で警視庁に逮捕された。同日午後4時半ごろに共にパチンコに興じていた友人が体調を崩し、駆け付けた救急車に搬送される際に周囲の通行人とトラブルになり、その腹癒せが動機とされる。30日に送検され、同日釈放された。12月2日、謝罪と反省のコメントを発表した。2022年1月21日、東京地検は不起訴処分とした。
2023年10月30日、自身の公式サイトに「うまれがち！！通信」と題した直筆の書面をアップ。《今日で43歳になりました。お騒がせ鬼束ジョイナーちびマダムです》と切り出し、《支えてくれるファンの方々、家族、ダーリン、いえねこ2 みんなのために歌を届けたくて ストック、楽しみにしててくださいね》と綴った。そのいっぽう、こう明かした。 《実は今、ジョイナーちび、歯の治療が長引いていて、人前に出れなき状態でした。でも、それも終わりに近づいているので、マダムちび自身、「もうすぐ歌える!!」というきもちでいっぱいです》 そして、《たのしみにしててね》と呼びかけた。

## 経歴

### 幼少期からオーディション合格まで
小学2年生から中学3年生まで、友達に誘われてエレクトーンを習い始め、小学4年生から詩を書き始める。中学時代に母親に勧められて聴いたカーペンターズから洋楽に興味を持ち、以降、外国人女性シンガーソングライターの楽曲を中心に聴く。
現在の作詞スタイルを確立させたのは中学2年生の時にアラニス・モリセットの世界観に影響されてからで、銀色夏生の影響も受けたという。
高校2年生の時にジュエルのアルバム『心のかけら』によってその音楽と存在に衝撃を受け、その瞬間からシンガーソングライターを志す。17歳の時に、文化祭でエイズに関する劇の主役をやった事に感化され、初めての楽曲「call」を作る。以降デビュー決定後までは全て英語詞で楽曲を作った。（「call」「edge」「NOT YOUR GOD」等）
1998年、高校3年生の春にVirgin TOKYO主催の「Virgin ARTIST AUDITION」を受ける。審査では一人一曲を歌うことになっていたが、鬼束だけが二曲を歌わせてくれるように事前に交渉していた。そしてジュエルの「Who Will Save Your Soul」と自作曲「call」（当時は全英語詞）をキーボード弾き語りで歌いグランプリを獲得した。

### 年表
- 1999年
  - 3月、高校卒業と同時に上京し[20]、作曲活動に入る（「We can go」「シャイン」「月光」「シャドウ」などはその当時に作られた）。
  - 10月、シングル『シャイン』のレコーディングに入る[21]。
- 2000年
  - 2月9日、シングル『シャイン』で東芝EMI・Virgin Tokyoよりデビュー[注 1]。
  - 8月9日、2ndシングル『月光』発売。テレビ朝日系ドラマ『TRICK』の主題歌になり、ロングヒット。約60万枚のセールスを記録する。
  - 9月8日、監督を手掛けた堤幸彦の依頼により、ドラマ『TRICK』最終話エンディングのシーンに出演し、主題歌「月光」を歌唱する。
  - 11月8日、3rdシングル『Cage』発売。
- 2001年
  - 2月9日、4thシングル『眩暈/edge』発売。
  - 2月15日、JFNリスナーズアウォード2001において新星堂賞を受賞。同舞台で「月光」と「眩暈」を歌唱し、この模様はインターネット配信された。
  - 3月7日、初のアルバム『インソムニア』発売。約150万枚のセールスとなるミリオンセラーを記録する。同日、ニッポン放送『鬼束ちひろのオールナイトニッポンR』で初の単独パーソナリティーを務める。
  - 4月10日、初のライブツアー『CHIHIRO ONITSUKA LIVE TOUR 2001』をBIG CATの公演で開始。のちにWOWOWでライブの模様が放送される他、一部はDVD『CRADLE ON MY NOISE L*I*V*E 〜LIVE INSOMNIA VIDEO EDITION〜』にも収録される。
  - 9月7日、5thシングル『infection/LITTLE BEAT RIFLE』発売。
  - 9月11日、アメリカ同時多発テロ事件が発生。4日前の9月7日に5thシングル『infection/LITTLE BEAT RIFLE』が発売されたばかりであったが「infection」の歌詞の内容に事件を予見していたかのようなフレーズがあるということから、事件から2日後の9月13日に東芝EMIより楽曲のプロモーションを自粛するという声明文が発表される。プロモーション活動は約1か月半自粛され、プロモーションビデオも放送されず、代わりに両A面となっていた「LITTLE BEAT RIFLE」で同作品のプロモーション活動を行うこととなる。
  - 9月21日、NHK『トップランナー』に出演。番組内で初めてジュエルの楽曲「Foolish Game」をピアノ弾き語りでカバー。
  - 12月、台湾の歌手である劉虹嬅のアルバム『好好愛我』収録曲の「月光」を書き下ろしで提供する（自身の代表曲である「月光」とは無関係）。他アーティストへの楽曲提供は初。
  - 12月31日、4thシングルとして発表した「眩暈」で、第43回日本レコード大賞作詩賞を受賞する。
- 2002年
  - 2月2日、「螺旋」が挿入歌として使用されたリュック・ベッソン監督、ジャン・レノ主演の映画『WASABI』公開。
  - 2月6日、6thシングル『流星群』発売。
  - 3月6日、2ndアルバム『This Armor』発売。
  - 3月13日、1stアルバム『インソムニア』が日本ゴールドディスク大賞ロック・アルバム・オブ・ザ・イヤーを受賞。同日、ニッポン放送『鬼束ちひろのオールナイトニッポンR』が放送される。
  - 3月25日、2度目のライブツアー『CHIHIRO ONITSUKA 'LIVE VIBE 2002'』を渋谷公会堂の公演で開始。4月初頭、過労による急性腸炎を発症し、大阪と仙台の2公演を延期し、ツアー終了後は休養を挿む。(後に、この時お客さんの顔が悪魔に見え、パニック障害を発症したと語っている。)
  - 11月5日、日本武道館ライブ『CHIHIRO ONITSUKA ULTIMATE CRASH '02』で活動を再開する。翌月発売のアルバムの収録曲を披露した。
  - 11月30日、テレビCF初出演となるKENWOOD企業CM「心ヲ揺サブルモノ 心ヲ満タスモノ」編が放送開始。
  - 12月11日、3rdアルバム『Sugar High』発売。前作のアルバムから9か月後に発売され、収録曲は全て新曲。
- 2003年
  - 1月3日、NHK総合にて初のドキュメンタリー番組『ARTIST DOCUMENT 神が舞い降りる瞬間 〜鬼束ちひろ・22歳の素顔〜』が放送される。
  - 3月10日、オフィシャルサイトの登録メンバーを対象に抽選で招待となったライブ『CHIHIRO ONITSUKA SPECIAL LIVE』をSHIBUYA-AXで開催。のちにテレビ朝日で放送された同公演は、単独公演では2001年以来となる客席オールスタンディングで行われた。
  - 5月21日、7thシングル『Sign』発売。オリコン週間シングルランキングでは4位を記録し、自身最高の順位となった。同時に、武道館ライブのDVD『ULTIMATE CRASH '02 LIVE AT BUDOKAN』も発売。
  - 5月23日、フジテレビ系『笑っていいとも!』に初出演。
  - 8月5日、朝日放送の企画『SOUND RENAISSANCE』と連動して、クラシック音楽家・歌手以外では史上初めて、大阪のザ・シンフォニーホールにて、ライブ『"UNPLUGGED SHOW '03"』を行う。8月19日には東京サントリーホールで同公演を行う。
  - 8月20日、8thシングル『Beautiful Fighter』発売。
  - 9月10日、声帯結節手術に伴う休養のため、年内の活動を休止すると発表する。10月に予定されていたイベントライブも中止となる。
  - 10月29日、山口百恵の往年のヒット曲「いい日旅立ち」をカバーした9thシングル『いい日旅立ち・西へ』発売。作詞作曲者の谷村新司が詞をリメイクしている。谷村のラブコールにより実現したもので、引退した山口百恵（現姓・三浦）も太鼓判を押したという。JR西日本のイメージソングとしてCM等で放送される。オリコン週間シングルランキングでは『Sign』とタイ記録で、自身最高の4位となった。デイリーチャートでは2003年10月31日付で初の1位を獲得した。
  - 11月26日、10thシングル『私とワルツを』を発売。東芝EMI時代最後のオリジナル作品となる。
- 2004年
  - 3月17日、これまでにリリースされた全10枚のシングルをボックスセットにした『シングルBOX』を初回限定生産で発売。当初はオリジナルアルバムとDVDをリリース予定だったが急遽発売中止となり、差し替えられて発売された。
  - 4月3日、MELODY STAR RECORDSとのマネジメント契約終了。1か月遅れの5月29日にMELODY STAR RECORDSのサイト上で正式発表。
  - 6月18日、所属事務所をSony Music Artistsに移籍。サイト上でファンに向けてのコメントを発表。
  - 7月23日、所属レコード会社をユニバーサルミュージックに移籍。同時にレーベルをユニバーサル傘下のA&M RECORDSに移籍、同レーベル所属アーティストの第1号となる。
  - 9月20日、日比谷野外大音楽堂での、スペースシャワーTV主催の音楽祭『SWEET LOVE SHOWER 2004』に、シークレットゲストとして登場。ニルヴァーナの「Smells Like Teen Spirit」とポリスの「King of Pain」のカバー曲、新曲「育つ雑草」を披露。
  - 10月27日、移籍後第1弾シングル『育つ雑草』発売。また、体調不良による年内の休養を発表。予定していたテレビ出演・雑誌インタビュー等も全てキャンセルした。
- 2005 - 2006年
  - 2005年1月31日、Sony Music Artistsとのマネジメント契約終了。
  - レコード会社に通い始め、プロデューサー小林武史と接触。everyhomeを制作し、小林にプロデュースを確約させる。2006年春から徐々に楽曲制作とレコーディングを開始。
  - 2006年9月10日、映画『もんしぇん』の公開中、上映館（上野・国立博物館内映画館『一角座』）において、玉井夕海のユニット・Psalmとともにゲストライブに出演し、2004年の『SWEET LOVE SHOWER 2004』以来久々に公の場に姿を現す。映画について「音楽も映像も美しい。そんな美意識の高い映画は滅多にないと思います」というコメントを寄せる。
- 2007年
  - 2月20日、『ROCKIN'ON JAPAN』2007年3月号（ロッキング・オン社）誌上において「鬼束ちひろ、シーンに帰ってくる」という見出しの記事が掲載される。翌日の2月21日にはスポーツ報知紙上でも復帰の内容が報道される。
  - 3月17日、小林武史主催のap bankのイベント『AP BANG! 東京環境会議 vol.1』にてライブを行う。ピアノとチェロの構成で「月光」と「MAGICAL WORLD」「everyhome」を歌唱する。3月18日付の日刊スポーツ紙上でその旨が報道された他、ファンに対し「待っていてくれたファンの方にはありがとう。これからもいい曲を作って歌い続けていきます」とのコメントが掲載される。
  - 4月1日、個人事務所であるNAPOLEON RECORDSを設立。
  - 5月12日、新オフィシャルサイトを開設。
  - 5月16日、音楽関係者を対象に『Welcome to everyhome -鬼束ちひろ プレゼンテーション試聴会-』を開催し「everyhome」を披露する。
  - 5月30日、復帰作となる12thシングル『everyhome』を発売。
  - 6月1日、テレビ朝日系『ミュージックステーション』に出演し、およそ4年振りにテレビ番組に登場する。フジテレビ系『僕らの音楽』でも特集が組まれ、小林武史との対談とスタジオライブが放送される。
  - 9月19日、13thシングル『僕等 バラ色の日々』発売。
  - 10月31日、3rdアルバム『Sugar High』から実に4年10か月振りの発表となる、4thアルバム『LAS VEGAS』を発売。
  - 11月5日、ニッポン放送『鬼束ちひろのオールナイトニッポン』が放送される。オールナイトニッポン枠でパーソナリティを務めるのは2002年3月の『鬼束ちひろのオールナイトニッポンR』以来。
- 2008年
  - 4月26日、単独公演としては2003年の『UNPLUGGED SHOW '03』以来4年8か月振りに、渋谷Bunkamuraオーチャードホールにて、1夜限りのプレミアムコンサート『CHIHIRO ONITSUKA CONCERT NINE DIRTS AND SNOW WHITE FLICKERS』を行い、新曲「SUNNY ROSE」や「蛍」等を披露する。
  - 8月6日、坂本昌之プロデュースの下、映画『ラストゲーム 最後の早慶戦』の主題歌に起用された14thシングル『蛍』と、ライブDVD『NINE DIRTS AND SNOW WHITE FLICKERS』を同時発売。
  - 9月26日、2002年の『CHIHIRO ONITSUKA 'LIVE VIBE' 2002』以来約6年振りの全国ツアーとして予定されていた『CHIHIRO ONITSUKA CONCERT TOUR 2008 "VEGAS CODE"』の全5公演が、極度の疲労による体調不良のため中止された。これにより年内の活動を休止する。
- 2009年
  - 3月13日、公式サイトで活動再開を発表。
  - 5月20日、15thシングル『X/ラストメロディー』発売。
  - 7月22日、16thシングル『帰り路をなくして』発売。
  - 9月2日、17thシングル『陽炎』発売。
  - 10月28日、5thアルバム『DOROTHY』を発売。
- 2010年
  - 4月28日、デビュー10周年を迎え、ベストアルバム『"ONE OF PILLARS" 〜BEST OF CHIHIRO ONITSUKA 2000-2010〜』を発売。
  - 6月 ユニバーサルミュージックとの契約が終了する[22]。
  - 6月30日、「everyhome」~「陽炎」「STEAL THIS HEART」のPVを収録したDVD「HARD RED FANTASIA」を発売。
- 2011年
  - 2月28日、所属レコード会社をフォーライフミュージックエンタテイメントに移籍したことを公式サイトで発表。
  - 4月6日、18thシングル『青い鳥』を発売。
  - 4月20日、6thアルバム『剣と楓』を発売。同時に、自身初の著書である自伝『月の破片』を発売。
  - 5月9日 - 6月4日、渋谷・SUNDALAND CAFEにて初の個展「CHIHIRO ONITSUKA『BUNNY AND THE PYTHON』」を開催。
  - 7月24日、JOIN ALIVE 2011に出演。
  - 9月21日、ニコニコ生放送レギュラー番組「鬼束ちひろの『包丁の上でUTATANETS』」がスタート。
  - 10月1日 - 15日、前回と同じく渋谷・SUNDALAND CAFEにて第2回個展「CHIHIRO ONITSUKA『WHOLE MONSTER PUNKS』」を開催。
  - 11月30日、『CHIHIRO ONITSUKA 'LIVE VIBE 2002'』以来約10年振りとなる全国ツアー「鬼束ちひろ CONCERT TOUR 2011『HOTEL MURDERESS OF ARIZONA ACOUSTIC SHOW』」が愛知県芸術劇場 大ホールの公演から開始（全3公演）。
- 2012年
  - 鬼束が「発信」するファッションブランド「SCORPIO FACTORY」を立ち上げる。なお、この第1弾商品のTシャツ「KISS OF DEVIL」が、2011年11月-12月に行われた『HOTEL MURDERESS OF ARIZONA ACOUSTIC SHOW』で先行発売された。
  - 3月14日、『HOTEL MURDERESS OF ARIZONA ACOUSTIC SHOW』の東京国際フォーラム公演の様子を収録したDVD『HOTEL MURDERESS OF ARIZONA MY GUN』を発売
  - 5月30日、自身初の洋楽カバーアルバム『FAMOUS MICROPHONE』を発売。
  - 6月4日、「BAZOOKA!!! 035 鬼束ちひろのフリーダム歌謡SHOW」（BSスカパー）に出演。シンディ・ローパーのカバー「Time After Time」、同プリテンダーズ「Brass In Pocket」アコースティック・ギター弾き語りで未発表新曲「Wasted」を披露した[23]。
- 2013年
  - 3月11日 - 26日、「鬼束ちひろ CONCERT TOUR 2011『HOTEL MURDERESS OF ARIZONA ACOUSTIC SHOW』」以来約1年3か月振りのツアー「CHIHIRO ONITSUKA TOUR SHOW 2013 悪戯道化師（いたずらどうけし）」を開催。また、本ツアー限定で19thシングル『悪戯道化師』を発売する。
  - 12月18日、20thシングル『This Silence Is Mine/あなたとSciencE』を鬼束ちひろ & BILLYS SANDWITCHES名義でリリース。同日、ベストアルバム『GOOD BYE TRAIN 〜ALL TIME BEST 2000-2013』をユニバーサルミュージックよりリリース。
- 2014年
  - 1月13日 - 4月5日、鬼束ちひろ & BILLYS SANDWITCHESとして初の全国ツアー「Heart Beat Tour 2014」を開催。
  - 5月28日、配信限定シングルとして「祈りが言葉に変わる頃」をリリース。6月28日から公開される映画『呪怨 -終わりの始まり-』の主題歌として書き下ろされた楽曲である。
  - 9月23日、東京・TSUTAYA ROPPONGIで『BURGERS TALK SHOW～I'm fine thank you 2014～』トーク＆ハイタッチイベント実施。[24]
  - 10月16日、「秘密のケンミンSHOW ＆ ダウンタウンDX 合体SP」に出演。前出のトークショーの模様などが紹介された。[25]
- 2015年
  - 4月30日、オフィシャルファンクラブ会員限定でCD『スター・ライト・レター』をリリース。
  - 8月7日、テレビ朝日『ミュージックステーション』にて花岡なつみが鬼束に提供されたデビュー曲「夏の罪」を披露する際、鬼束本人がビデオ出演しメッセージを寄せた。
- 2016年
  - 1月28日、Ustreamで特別番組「CHIHIRO ONITSUKA『TUNE HOUR 2016』」を配信（全12曲）。
  - 2月24日リリースの中島美嘉のトリビュートアルバム『MIKA NAKASHIMA TRIBUTE』に「Fighter」カバーで参加。[26]
  - 4月8日・10日、2年ぶりのワンマンライブ「TIGERLILY」を開催。 7月22日、追加公演を大阪で開催。
  - 10月19日リリースのUNCHAINのバンド結成20周年記念コラボレーションアルバム『20th Sessions』に楽曲「緊張」で参加。[27]
  - 11月2日、JVCケンウッド・ビクターエンタテインメントより21stシングル『good bye my love』をリリース。
  - 11月4日、中野サンプラザにてワンマンライブを開催。
- 2017年
  - 2月1日、ソロ名義では約6年振りとなる7thアルバム『シンドローム』をリリース。
  - 4月13日 - 7月18日、ソロ名義では約4年振りとなるコンサートツアー「シンドローム」を9都市10公演にて開催。
  - 6月7日リリースの吉田拓郎のトリビュートアルバム『今日までそして明日からも、吉田拓郎 tribute to TAKURO YOSHIDA』に楽曲「夏休み」で参加。[28]
  - 6月21日、自身初のライブアルバム『Tiny Screams』をリリース。
  - 8月11日、ROCK IN JAPAN FESTIVAL 2017に出演。
  - 10月31日、がんと診断された「大切な人」を応援するため、自らも髪型を丸坊主にしたことを明かす[29]。
  - 11月29日、コンサートツアー「シンドローム」の様子を収録した約5年振りとなるライブ映像作品『ENDLESS LESSON』をリリース。
- 2018年
  - 5月29日、アルバム「シンドローム」のフランス発売、2019年1月にフランス・パリでの単独公演開催が決定した事を正式発表[30]
  - 6月13日 - 8月31日、コンサートツアー「UNDER BABIES」を4都市にて開催。
  - 7月27日、自身のInstagramで、2015年に一般人の男性と結婚していた事を公表した[6]。
  - 8月22日、22ndシングル『ヒナギク』をリリース。
  - 12月11日 - 19日、ワンマンコンサート「BEEKEEPER」を東京、大阪で開催。
  - 12月22日、体調不良によるフランス公演中止を公式サイトで発表[31]。
- 2019年
  - 3月20日、7thアルバム『シンドローム』をプレミアム・コレクターズ・エディションとして再リリース。また、ワンマンコンサート「BEEKEEPER」の東京公演の様子を収録したライブ映像作品『HUSH HUSH LOUD』をリリース。
  - 3月27日、配信限定シングルとして「End of the world」をリリース。
- 2020年
  - 2月1日、NHKの音楽番組『SONGS』に初出演[32]。
  - 2月20日、デビュー20周年を迎え、ベストアルバム『REQUIEM AND SILENCE』を発売。
  - 2月23日、NHKの音楽番組『The Covers』にゲスト出演[33]。
  - 6月24日、ライブアルバム『Tiny Screams』を2CD形態で再リリース。
  - 9月18日、鬼束ちひろ初のストリーミングコンサート『SUBURBIA』開催[34]。
  - 9月19日、配信限定シングルとして『憂鬱な太陽 退屈な月』をリリース。
  - 10月14日、配信限定シングルとして『焼ける川』をリリース。
  - 11月17日 - 24日、ワンマンコンサート「UNHESITATE」を東京、大阪で開催。
  - 11月25日、8thアルバム『HYSTERIA』をリリース。
  - 12月8日、音楽番組『The Covers』が主催する年に一度のフェス『The Covers’ Fes.2020』に出演[35]。
- 2021年
  - 2月24日、23rdシングル『スロウダンス』をリリース。
  - 5月26日、ワンマンコンサート「UNHESITATE」の東京公演の様子を収録したライブ映像作品『LIVING WITH A GHOST』をリリース。
- 2023年
  - 8月9日、2016年11月4日東京・中野サンプラザホール公演の映像をVICTOR ONLINE STORE限定の完全生産限定盤、"オフィシャルブートレグ"（公式海賊版）としてリリース。
  - 8月19日、鬼束ちひろ/Onitsuka Chihiro公式TikTokに初投稿（シャイン(unplagged)のミュージックビデオを投稿）。
  - 10月30日、自身の公式サイトに「うまれがち！！通信」と題した直筆の書面をアップ。《今日で43歳になりました。お騒がせ鬼束ジョイナーちびマダムです》と切り出し、《支えてくれるファンの方々、家族、ダーリン、いえねこ2 みんなのために歌を届けたくて ストック、楽しみにしててくださいね》と綴った。そのいっぽう、こう明かした。 《実は今、ジョイナーちび、歯の治療が長引いていて、人前に出れなき状態でした。でも、それも終わりに近づいているので、マダムちび自身、「もうすぐ歌える!!」というきもちでいっぱいです》 そして、《たのしみにしててね》と呼びかけた[14]。
  - 12月6日、東芝EMI在籍時にリリースしたオリジナルアルバム3タイトル「インソムニア」、「This Armor」、「Sugar High」を12月6日に初のアナログレコードとして発売[36]。また、ユニバーサルミュージック時代のシングル曲「育つ雑草」や「everyhome」等のサブスクを解禁。
- 2024年
  - 3月6日、配信限定シングルとして『青春の影』をリリース[37]。
  - 3月27日、東芝EMI在籍時にリリースした「インソムニア」、「This Armor」、「Sugar High」初期3部作のアルバムをリマスターした音源に、当時、デビューのきっかけとなった初オーディション時に録音された生歌唱音源や未発表カバー音源、そしてアルバムに未収録だった楽曲を収録した全16曲が収録されたスペシャル・トラック集を加えたトータル4枚組のCDボックスセット『UN AMNESIAC GIRL ～First Cord (2000 – 2003)～』をリリース[38]。
  - 7月8日、遊技台「Lアカメが斬る！2」に「月光」が搭載される。
  - 11月3日、2ndシングル「月光」を初7インチレコード化。[39]。
  - 11月27日、4枚組CDボックスセット『UN AMNESIAC GIRL ～First Cord (2000 – 2003)～』のDisc4にあたるスペシャルトラック集をアナログレコード『BLACK FANTASIA』としてリリース[40]。
- 2025年
  - 2月27日、YouTubeで「月光」のミュージックビデオの視聴回数が1億回を突破。
  - 6月10日、8月27日にブルーレイ3枚組BOXセット「WITHOUT MY DREAM -Second Code-」が発売されることが分かった。1枚目は2001年8月16日の横浜アリーナ公演で歌った「月光」と、初ツアー最終日の4月28日に開催したSHIBUYA－AX公演の一部を本人のインタビューとともに収録した。当時発売した同公演DVDでは未収録だった「Ash on this road」「BACK DOOR」「Tiger in my Love」「We can go」「眩暈」が今回初めて日の目を見る。2枚目は02年11月2日の日本武道館公演が収められた。当時、使用許諾が間に合わずに収録を断念した米歌手、ジョーン・オズボーンのカバー楽曲「One of Us」を追加収録して伝説の武道館公演が完全再現されている。3枚目はデビューから4年間に発表した17曲のミュージックビデオを全て網羅したビデオクリップ集となっている[41]。

## 人物
身長149 cm、血液型O型。洋楽好きで船乗りの父と邦楽好きで民謡の師範代であった母の間に生まれる。中学校では全国共通模擬試験の英語科目で全国1位になったが、音楽人となってからは高偏差値であることを窺わせる態度や発言をすることはなく、お笑い芸人との交流に勤しんだりホームレスに差し入れをしたりといった庶民的な一面を見せる。2010年から「有り余るパワーをコントロールするため」にタトゥーを彫っている。
実家の鬼束家は喧嘩や衝突が日常茶飯事だったが家族間の絆が強く、鬼束個人としても友人・業務上の繋がりに至るまで家族的な信頼関係を築く一方、初対面のインタビュアーを挫折させたこともある。喜怒哀楽が激しく、負けず嫌いで断捨離が得意。臆病だが他人に媚びることはない。言い訳はせず、礼には礼で返す。ミーハーかつ飽き性だが男を立てる古風で保守的な面を併せ持つなど多様な面を併せ持つ。幼少期から上がり症。特定信教上の神ではなく、守護霊の存在や神道的な神を信じ、運命論者である。ステージ衣装デザインとスタイリストを自ら兼ね、ステージ上では裸足で歌い、踊る。愛猫は（メインクーンの）「しゃもじ」と「なべ」。愛称はちぃ（ちゃん）。2015年から既婚者。

### 協力者・恩人
ピアニスト、アレンジャーとして多くのセッションやリハーサルを行い、ステージを共にした富樫春生を”東京の父”的存在であると紹介している。歴代プロデューサーでは、鬼束を18歳の頃から知る羽毛田丈史と2008年から懇意の坂本昌之らはスタジオ内だけに留まらず、多くの出演や公演に伴奏者として帯同した。烏龍舎代表の小林武史は制作だけでなく、営業活動でも協力した。玉井夕海は2004年からの休養中に鬼束を援助した人物として知られる。鬼束の発掘者の一人で、育ての親として知られる元MELODY STAR RECORDS社長兼プロデューサーの土屋望は、一時的に鬼束が歌手生命を奪われかねない事態に陥ったため、その評価はファンにより二分された。後年、土屋は当時の状況について「経営者と制作者の狭間で苦しんだ」と胸の内を明かした。

### 東芝EMIとMELODY STAR RECORDSからの移籍の変遷
東芝EMIとMELODY STAR RECORDSを離脱した件について、事務所と本人が共にコメントを出さなかったため様々な憶測を呼ぶことになったが、鬼束は2007年以降、複数のメディアで当時の心境を朧げながらに語っている。移籍の発端となったのは2003年（平成15年）に声帯結節を発症してからで「「いい日旅立ち・西へ」のあたりから周囲と波長が合わなくなってきた」「楽曲自体には問題はなかったが、周囲を信用できなくなってきて無理が生じた」「プライベートでもいろいろあった。」としているが詳細は不明である。
喉の手術後、2004年4月にMELODY STAR RECORDSとの契約を終了した鬼束は、レーベル契約に先立ちマネージメント会社のSony Music Artistsと6月に契約し、声明を発表した。

UNIVERSAL SIGMAと契約し「育つ雑草」を発売した鬼束だったが、発売後に再び活動停止。翌2005年、レーベル契約を維持したままSony Music Artistsと中途で契約終了した。これについては「自分のペースでの創作と、アーティスト活動、世の中のペースが一致しない」 としており「何か問題やトラブルがあった訳ではない」「もっともっと休む時間が必要だった」と語っている。東芝EMI時代の「月光」以降の全ての楽曲はMELODY STAR RECORDSとテレビ朝日ミュージックとの包括契約になっている。音楽祭『SWEET LOVE SHOWER 2004』に登場した際の衣装は、望まずに成功（セルアウト）したニルヴァーナのカート・コバーンがライブで着用していた物と同じセーターであった。

### インターネット不信
鬼束はデビュー当時からインターネットに対して「誰が書いたかわからない」恐怖と忌避を表明していた。また「練炭自殺する人は最初に椎名林檎を聴き、次にCoccoを聴いて、最後に鬼束ちひろの曲を聴いてから死ぬ」という言説をネットで拾い見し、歌うことに対する拒絶感を抱いた。

## 騒動・事件
2001年2月16日、テレビ朝日系『ミュージックステーション』に出演の際「飼っていたハムスターがカタカタうるさかったのでベランダに放置したら熱射病で死んでた」「またハムスターを飼って外に出したら凍死した」と発言。動物虐待ではないかとの批判が殺到し、当時の所属事務所が謝罪する事態となった。
2002年2月9日、友人のバイクに同乗していた際、バイクが自動車と接触して横転、軽傷を負う。
2005年7月26日、本人が住むマンションに花束を持ち30分近くインターホンを鳴らし続ける男が現れ、警視庁渋谷署に住居侵入罪とストーカー規制法容疑で逮捕された。
2010年8月18日、渋谷区の自宅マンションで同棲中の無職男性に殴られ、顔面骨折や肋骨骨折などで全治1か月の重傷を負い、9月17日に被疑者が逮捕された。
2012年6月22日、Twitterを始める。歌手の和田アキ子に対して「あ～和田アキコ殺してえ。」、前年に芸能界を引退した島田紳助に対して「なんとか紳助も殺してえ。」とツイートして、ネットを騒然とさせた。それに対し「えんじょう？？？？何それ。」「あたしいつもこういうハメになるなぁ。フツウにしてるつもりなんだけど。ネットってこわ～」と反省の素振りすら見せなかったが、ツイートは削除され、翌日に公式ホームページで謝罪文が掲載された。その後、同アカウントは凍結された。
2021年11月28日、東京都渋谷区の路上で救急車を蹴ったとして、器物損壊の現行犯で警視庁に逮捕された。同日午後4時半ごろに共にパチンコに興じていた友人が体調を崩し、駆け付けた救急車に搬送される際に周囲の通行人とトラブルになり、その腹癒せが動機とされる。30日に送検され、同日釈放された。12月2日、謝罪と反省のコメントを発表した。2022年1月21日、東京地検は不起訴処分とした。

## 音楽性

### 歌詞
鬼束は10代から詞先で作曲を始めた。これは鬼束が楽曲において歌詞を最重要視しているためであり、もし歌詞と曲がマッチしていない時でも「詞の世界を壊したくない」「直感を大事にしたい」との理由で歌詞を変更することは少なく、曲を無理やり詞に合わせたり、曲のフレーズに詰め込む等の手法を用いる。
ROCKIN'ON JAPAN誌で「日本では稀有な、無形文化財のようなもの」と評されたことがある。

### 作曲
「詞があれば曲はすぐに出来る」と言い、10数分で出来ることもあれば「everyhome」のように3日間で完成させた曲もある。
最も影響を受けたアーティストはジュエル。
他、アラニス・モリセットアマンダ・マーシャル、メリッサ・エスリッジ、ジョニ・ミッチェル、ポーラ・コール、キャロル・キング、トーリ・エイモス。

### 編曲
伴奏については、ピアノを基盤としたアンプラグドやアコースティックな生音主体で、ストリングスが用いられる楽曲も多い。鬼束の圧倒的な個性が出発点で、それ故、ピアノと鬼束のボーカルだけのパフォーマンスが究極の帰着点であると羽毛田は捉えていたようである。鬼束自身もデビュー当時からシンプルなものこそ相手に伝わると考えており、ミニマルなアコースティックにホールでのライブを好む。バリエーションとしてはエレキギターのブルースやカントリーロック、オルタナティブ・ロック、ケルト音楽、エレクトロニカといったような、様々な編曲が試みられている。
鬼束は20代まで、原盤制作においてアレンジやアルバム収録曲の選定、曲順決め等には介入しない場合が多かった。また、音楽ジャンル分けされることには否定的で「”鬼束ちひろ”というジャンルで構わない」という。

## ディスコグラフィ
詳細は各作品の項を参照のこと。発売日の記載はオリジナル盤に準ずる。

### シングル

#### CDシングル
|                                  | 発売日                | タイトル                             | 規格品番              | オリコン 最高位       | Billboard Japan                                                                                   | Billboard Japan       |                                                                                                   |                                                                      |
| Hot 100                          | 発売日                | タイトル                             | 規格品番              | オリコン 最高位       | Top Singles Sales                                                                                 | 仕様                  | 初収録アルバム                                                                                    |                                                                      |
| 東芝EMI・Virgin TOKYO            | 東芝EMI・Virgin TOKYO | 東芝EMI・Virgin TOKYO                | 東芝EMI・Virgin TOKYO | 東芝EMI・Virgin TOKYO | 東芝EMI・Virgin TOKYO                                                                             | 東芝EMI・Virgin TOKYO | 東芝EMI・Virgin TOKYO                                                                             | 東芝EMI・Virgin TOKYO                                                |
| -------------------------------- | --------------------- | ------------------------------------ | --------------------- | --------------------- | ------------------------------------------------------------------------------------------------- | --------------------- | ------------------------------------------------------------------------------------------------- | -------------------------------------------------------------------- |
| 1st                              | 2000年2月9日          | シャイン                             | TOCT-4191             | 圏外                  |                                                                                                   |                       |                                                                                                   | インソムニア                                                         |
| 2nd                              | 2000年8月9日          | 月光                                 | TOCT-4236             | 11位                  | 58位                                                                                              | 59位                  |                                                                                                   | インソムニア                                                         |
| 2nd                              | 2024年11月3日         | 月光                                 | PROT-7301             | 59位                  | 58位                                                                                              | 59位                  | 7インチシングルレコード                                                                           | インソムニア                                                         |
| 3rd                              | 2000年11月8日         | Cage                                 | TOCT-4218             | 15位                  |                                                                                                   |                       |                                                                                                   | インソムニア                                                         |
| 4th                              | 2001年2月9日          | 眩暈/edge                            | TOCT-4277             | 6位                   |                                                                                                   |                       | CD-EXTRA仕様                                                                                      | インソムニア                                                         |
| 5th                              | 2001年9月7日          | infection/LITTLE BEAT RIFLE          | TOCT-4321             | 5位                   |                                                                                                   |                       | 初回プレス盤:スリーブケース仕様                                                                   | This Armor                                                           |
| 6th                              | 2002年2月6日          | 流星群                               | TOCT-4360             | 7位                   |                                                                                                   |                       |                                                                                                   | This Armor                                                           |
| 7th                              | 2003年5月21日         | Sign                                 | TOCT-4476             | 4位                   |                                                                                                   |                       | CD-EXTRA仕様                                                                                      | SINGLES 2000-2003                                                    |
| 8th                              | 2003年8月20日         | Beautiful Fighter                    | TOCT-4546             | 9位                   |                                                                                                   |                       | CD-EXTRA仕様                                                                                      | SINGLES 2000-2003                                                    |
| 9th                              | 2003年10月29日        | いい日旅立ち・西へ                   | TOCT-4636             | 4位                   |                                                                                                   |                       | CCCD                                                                                              | SINGLES 2000-2003                                                    |
| 10th                             | 2003年11月27日        | 私とワルツを                         | TOCT-4655             | 8位                   |                                                                                                   |                       |                                                                                                   | SINGLES 2000-2003                                                    |
| UNIVERSAL SIGMA・A&M RECORDS     |                       |                                      |                       |                       |                                                                                                   |                       |                                                                                                   |                                                                      |
| 11th                             | 2004年10月27日        | 育つ雑草                             | UMCA-5002             | 10位                  |                                                                                                   |                       | 初回プレス盤:別ジャケット写真                                                                     | GOOD BYE TRAIN 〜ALL TIME BEST 2000-2013                             |
| 12th                             | 2007年5月30日         | everyhome                            | UMCK-5171             | 9位                   |                                                                                                   |                       |                                                                                                   | LAS VEGAS                                                            |
| 13th                             | 2007年9月19日         | 僕等 バラ色の日々                    | UMCK-5183             | 13位                  |                                                                                                   |                       |                                                                                                   | LAS VEGAS                                                            |
| 14th                             | 2008年8月6日          | 蛍                                   | UMCK-5211             | 11位                  | 71位                                                                                              | 13位                  |                                                                                                   | DOROTHY                                                              |
| 15th                             | 2009年5月20日         | X/ラストメロディー                   | UMCK-5238             | 11位                  |                                                                                                   | 13位                  |                                                                                                   | DOROTHY                                                              |
| 16th                             | 2009年7月22日         | 帰り路をなくして                     | UMCK-5243             | 13位                  |                                                                                                   | 14位                  |                                                                                                   | DOROTHY                                                              |
| 17th                             | 2009年9月2日          | 陽炎                                 | UMCK-5251             | 13位                  |                                                                                                   | 17位                  |                                                                                                   | DOROTHY                                                              |
| FOR LIFE MUSIC ENTERTAINMENT,INC |                       |                                      |                       |                       |                                                                                                   |                       |                                                                                                   |                                                                      |
| 18th                             | 2011年4月6日          | 青い鳥                               | FLCF-7180             | 25位                  |                                                                                                   | 25位                  |                                                                                                   | 剣と楓                                                               |
| NAPOLEON RECORDS                 |                       |                                      |                       |                       |                                                                                                   |                       |                                                                                                   |                                                                      |
| 19th                             | 2013年5月8日          | 悪戯道化師                           | XQLW-1001             | 圏外                  |                                                                                                   |                       |                                                                                                   | GOOD BYE TRAIN 〜ALL TIME BEST 2000-2013                             |
| 20th                             | 2013年12月18日        | This Silence Is Mine/あなたとSciencE | XQLW-1002             | 36位                  |                                                                                                   | 36位                  |                                                                                                   | GOOD BYE TRAIN 〜ALL TIME BEST 2000-2013 TRICKY SISTERS MAGIC BURGER |
| ビクターエンタテインメント       |                       |                                      |                       |                       |                                                                                                   |                       |                                                                                                   |                                                                      |
| 21st                             | 2016年11月2日         | good bye my love                     | VIZL-1065             | 35位                  |                                                                                                   | 42位                  | CD+DVD 初回限定盤                                                                                 | シンドローム                                                         |
| 21st                             | 2016年11月2日         | good bye my love                     | VICL-37228            | 35位                  | CD 通常盤                                                                                         | 42位                  |                                                                                                   | シンドローム                                                         |
| 22nd                             | 2018年8月22日         | ヒナギク                             | VIZL-1429             | 35位                  |                                                                                                   | 35位                  | SHM-CD+Blu-ray+PHOTBOOK、LPジャケット仕様 プレミアム・コレクターズ・エディション (完全生産限定盤) | REQUIEM AND SILENCE                                                  |
| 22nd                             | 2018年8月22日         | ヒナギク                             | VIZL-1430             | 35位                  | CD+DVD 初回限定盤                                                                                 | 35位                  |                                                                                                   | REQUIEM AND SILENCE                                                  |
| 22nd                             | 2018年8月22日         | ヒナギク                             | VICL-37430            | 35位                  | CD 通常盤                                                                                         | 35位                  |                                                                                                   | REQUIEM AND SILENCE                                                  |
| 23rd                             | 2021年2月24日         | スロウダンス                         | VIZL-1879             | 114位                 |                                                                                                   | 49位                  | 2CD+リバーシブルポスター、LPサイズジャケット＋リバーシブルジャケット仕様 (初回限定盤)             | 未公表                                                               |
| 23rd                             | 2021年2月24日         | スロウダンス                         | VOSF-10260            | 114位                 | 2CD+リバーシブルポスター、LPサイズジャケット＋リバーシブルジャケット仕様+Tシャツ (完全生産限定盤) | 49位                  |                                                                                                   | 未公表                                                               |
| 23rd                             | 2021年2月24日         | スロウダンス                         | VICL-37592            | 77位                  | CD 通常盤                                                                                         | 49位                  |                                                                                                   | 未公表                                                               |
| 23rd                             | 2021年2月24日         | スロウダンス                         | VOSF-10261            | 77位                  | CD+Tシャツ (完全生産限定盤)                                                                       | 49位                  |                                                                                                   | 未公表                                                               |

#### 配信限定シングル
|                            | 発売日         | タイトル             | 補足             | 初収録アルバム                              |
| ARUTEMATE                  | ARUTEMATE      | ARUTEMATE            | ARUTEMATE        | ARUTEMATE                                   |
| -------------------------- | -------------- | -------------------- | ---------------- | ------------------------------------------- |
| 1st                        | 2014年5月28日  | 祈りが言葉に変わる頃 | 配信限定シングル | REQUIEM AND SILENCE                         |
| ビクターエンタテインメント |                |                      |                  |                                             |
| 2nd                        | 2019年3月27日  | End of the world     | 配信限定シングル | REQUIEM AND SILENCE                         |
| 3rd                        | 2020年6月24日  | 書きかけの手紙       | 配信限定シングル | REQUIEM AND SILENCE                         |
| 4th                        | 2020年9月19日  | 憂鬱な太陽 退屈な月  | 配信限定シングル | HYSTERIA                                    |
| 5th                        | 2020年10月14日 | 焼ける川             | 配信限定シングル | HYSTERIA                                    |
| 6th                        | 2024年3月6日   | 青春の影             | 配信限定シングル | UN AMNESIAC GIRL 〜First Code (2000-2003)〜 |

#### その他のシングル
| 発売日           | タイトル               | 補足                                     | 規格品番         | 収録アルバム     |
| NAPOLEON RECORDS | NAPOLEON RECORDS       | NAPOLEON RECORDS                         | NAPOLEON RECORDS | NAPOLEON RECORDS |
| ---------------- | ---------------------- | ---------------------------------------- | ---------------- | ---------------- |
| 2015年4月30日    | スター・ライト・レター | オフィシャルファンクラブ会員限定シングル | NRCO-0002        |                  |

### アルバム

#### スタジオ・アルバム
|                                  | 発売日                | タイトル              | 規格品番              | オリコン 最高位       | Billboard Japan                           | Billboard Japan       | |
| Hot Albums                       | 発売日                | タイトル              | 規格品番              | オリコン 最高位       | Top Albums Sales                          | 仕様                  | |
| 東芝EMI・Virgin TOKYO            | 東芝EMI・Virgin TOKYO | 東芝EMI・Virgin TOKYO | 東芝EMI・Virgin TOKYO | 東芝EMI・Virgin TOKYO | 東芝EMI・Virgin TOKYO                     | 東芝EMI・Virgin TOKYO | 東芝EMI・Virgin TOKYO |
| -------------------------------- | --------------------- | --------------------- | --------------------- | --------------------- | ----------------------------------------- | --------------------- | --- |
| 1st                              | 2001年3月7日          | インソムニア          | TOCT-24560            | 1位                   | 90位                                      | 64位                  | |
| 1st                              | 2001年3月7日          | インソムニア          | TOCT-95058            | 1位                   | 90位                                      | 64位                  | 2009年3月11日 SHM-CD再発盤 完全生産限定盤                                                                                       |
| 1st                              | 2001年3月7日          | インソムニア          | TYCN-69001            | 1位                   | 90位                                      | 64位                  | 2014年1月15日 再々発盤 期間限定スペシャルプライス盤(2014年3月末まで)                                                            |
| 1st                              | 2023年12月6日         | インソムニア          | UPJY-9365/6           | 76位                  | 90位                                      | 64位                  | 2LPアナログレコード |
| 2nd                              | 2002年3月6日          | This Armor            | TOCT-24750            | 3位                   |                                           | 91位                  | |
| 2nd                              | 2002年3月6日          | This Armor            | TOCT-95059            | 3位                   | 2009年3月11日 SHM-CD再発盤 完全生産限定盤 | 91位                  | |
| 2nd                              | 2023年12月6日         | This Armor            | UPJY-9367             | 108位                 | LPアナログレコード                        | 91位                  | |
| 3rd                              | 2002年12月11日        | Sugar High            | TOCT-24901            | 2位                   |                                           |                       | CD+ボーナス8cmCD CD-EXTRA仕様 初回生産限定盤                                                                                    |
| 3rd                              | 2002年12月11日        | Sugar High            | TOCT-24902            | 2位                   | CD 通常盤                                 |                       | |
| 3rd                              | 2002年12月11日        | Sugar High            | TOCT-95060            | 2位                   | 2009年3月11日 SHM-CD再発盤 完全生産限定盤 |                       | |
| 3rd                              | 2023年12月6日         | Sugar High            | UPJY-9368             | 138位                 | LPアナログレコード                        |                       | |
| UNIVERSAL SIGMA・A&M RECORDS     |                       |                       |                       |                       |                                           |                       | |
| 4th                              | 2007年10月31日        | LAS VEGAS             | UMCK-9188             | 6位                   |                                           |                       | CD+DVD 初回限定盤 |
| 4th                              | 2007年10月31日        | LAS VEGAS             | UMCK-1230             | 6位                   | CD 通常盤                                 |                       | |
| 5th                              | 2009年10月28日        | DOROTHY               | UMCK-1327             | 10位                  |                                           | 12位                  | |
| FOR LIFE MUSIC ENTERTAINMENT,INC |                       |                       |                       |                       |                                           |                       | |
| 6th                              | 2011年4月20日         | 剣と楓                | FLCF-4363             | 16位                  |                                           | 10位                  | |
| ビクターエンタテインメント       |                       |                       |                       |                       |                                           |                       | |
| 7th                              | 2017年2月1日          | シンドローム          | VIZL-1087             | 15位                  | 20位                                      | 19位                  | 2CD 初回限定盤 |
| 7th                              | 2017年2月1日          | シンドローム          | VICL-64691            | 15位                  | 20位                                      | 19位                  | CD 通常盤 |
| 7th                              | 2017年2月1日          | シンドローム          | ハイレゾ              | 15位                  | 20位                                      | 19位                  | WAV,FLAC |
| 7th                              | 2019年3月20日         | シンドローム          | VIZL-1572             | 273位                 | 20位                                      | 19位                  | 2SHM-CD＋ポスター＋フォトブック、LPサイズジャケット仕様 プレミアム・コレクターズ・エディション (完全生産限定盤)                 |
| 8th                              | 2020年11月25日        | HYSTERIA              | NZS-822               | 25位                  | 23位                                      | 21位                  | SHM-CD+Blu-ray+スペシャルフォトブック、三方背豪華パッケージ仕様 プレミアム・コレクターズ・エディション+Tシャツ (完全受注生産盤) |
| 8th                              | 2020年11月25日        | HYSTERIA              | VIZL-1818             | 25位                  | 23位                                      | 21位                  | SHM-CD+Blu-ray+スペシャルフォトブック、三方背豪華パッケージ仕様 プレミアム・コレクターズ・エディション (完全生産限定盤)         |
| 8th                              | 2020年11月25日        | HYSTERIA              | VIZL-1817             | 25位                  | 23位                                      | 21位                  | CD＋DVD 初回限定盤 |
| 8th                              | 2020年11月25日        | HYSTERIA              | VICL-65435            | 25位                  | 23位                                      | 21位                  | CD 通常盤 |

#### ベストアルバム
|                            | 発売日                  | タイトル                                                | 規格品番                | オリコン 最高位         | Billboard Japan             | Billboard Japan         | |
| Hot Albums                 | 発売日                  | タイトル                                                | 規格品番                | オリコン 最高位         | Top Albums Sales            | 仕様                    | |
| 東芝EMI・Virgin RECORDS    | 東芝EMI・Virgin RECORDS | 東芝EMI・Virgin RECORDS                                 | 東芝EMI・Virgin RECORDS | 東芝EMI・Virgin RECORDS | 東芝EMI・Virgin RECORDS     | 東芝EMI・Virgin RECORDS | 東芝EMI・Virgin RECORDS                                                                                           |
| -------------------------- | ----------------------- | ------------------------------------------------------- | ----------------------- | ----------------------- | --------------------------- | ----------------------- | --- |
| 1st                        | 2004年12月1日           | the ultimate collection                                 | TOCT-25560              | 3位                     |                             |                         | 初回プレス盤:スリーブケース仕様                                                                                   |
| 1st                        | 2004年12月1日           | the ultimate collection                                 | TOCT-95155              | 3位                     | 2012年12月12日 再発盤SHM-CD |                         | |
| 2nd                        | 2005年9月7日            | SINGLES 2000-2003                                       | TOCT-25766              | 7位                     |                             |                         | CD+DVD 初回限定盤                                                                                                 |
| 2nd                        | 2005年9月7日            | SINGLES 2000-2003                                       | TOCT-25767              | 7位                     | CD 通常盤                   |                         | |
| UNIVERSAL SIGMA            |                         |                                                         |                         |                         |                             |                         | |
| 3rd                        | 2010年4月28日           | "ONE OF PILLARS" 〜BEST OF CHIHIRO ONITSUKA 2000-2010〜 | UMCK-1353               | 13位                    |                             | 16位                    | |
| 3rd                        | 2010年4月28日           | "ONE OF PILLARS" 〜BEST OF CHIHIRO ONITSUKA 2000-2010〜 | UPCY-9433               | 13位                    | 2014年12月3日 再発盤SHM-CD  | 16位                    | |
| USM JAPAN                  |                         |                                                         |                         |                         |                             |                         | |
| 4th                        | 2013年12月18日          | GOOD BYE TRAIN 〜ALL TIME BEST 2000-2013                | TYCN-80013/4            | 68位                    |                             | 57位                    | 2SHM-CD |
| ビクターエンタテインメント |                         |                                                         |                         |                         |                             |                         | |
| 5th                        | 2020年2月20日           | REQUIEM AND SILENCE                                     | VIZL-1734               | 12位                    | 14位                        | 8位                     | 4SHM-CD+スペシャルフォトブック、LPサイズBOXパッケージ仕様 プレミアム・コレクターズ・エディション (完全生産限定盤) |
| 5th                        | 2020年2月20日           | REQUIEM AND SILENCE                                     | VICL-65356～7           | 12位                    | 14位                        | 8位                     | 2CD 初回限定盤 |
| 5th                        | 2020年2月20日           | REQUIEM AND SILENCE                                     | VICL-65358              | 107位                   | 14位                        | 8位                     | CD 通常盤 |

#### アナログレコード
|                          | 発売日                   | タイトル                 | 規格品番                 | オリコン 最高位          | 仕様                            |
| ユニバーサルミュージック | ユニバーサルミュージック | ユニバーサルミュージック | ユニバーサルミュージック | ユニバーサルミュージック | ユニバーサルミュージック        |
| ------------------------ | ------------------------ | ------------------------ | ------------------------ | ------------------------ | ------------------------------- |
|                          | 2024年11月27日           | BLACK FANTASIA           | UPJY-9469/70             | 195位                    | アナログレコード 完全生産限定盤 |

#### ライブアルバム
|                            | 発売日                     | タイトル                   | 規格品番                   | オリコン 最高位            | Billboard Japan            | Billboard Japan            |                                                         |
| Hot Albums                 | 発売日                     | タイトル                   | 規格品番                   | オリコン 最高位            | Top Albums Sales           | 仕様                       |                                                         |
| ビクターエンタテインメント | ビクターエンタテインメント | ビクターエンタテインメント | ビクターエンタテインメント | ビクターエンタテインメント | ビクターエンタテインメント | ビクターエンタテインメント | ビクターエンタテインメント                              |
| -------------------------- | -------------------------- | -------------------------- | -------------------------- | -------------------------- | -------------------------- | -------------------------- | ------------------------------------------------------- |
| 1st                        | 2017年6月21日              | Tiny Screams               | VIZL-1193                  | 22位                       | 34位                       | 21位                       | 2SHM-CD＋DVD、スペシャルデジパック仕様 (完全生産限定盤) |
| 1st                        | 2017年6月21日              | Tiny Screams               | ハイレゾ                   | 22位                       | 34位                       | 21位                       | WAV、FLAC                                               |
| 1st                        | 2020年6月24日              | Tiny Screams               | VICL-65409～10             | 85位                       | 34位                       | 21位                       | 2CD 通常盤                                              |

#### カバーアルバム
|                                  | 発売日                           | タイトル                         | 規格品番                         | オリコン 最高位                  | Billboard Japan                  | Billboard Japan                  |                                  |
| Hot Albums                       | 発売日                           | タイトル                         | 規格品番                         | オリコン 最高位                  | Top Albums Sales                 | 仕様                             |                                  |
| FOR LIFE MUSIC ENTERTAINMENT,INC | FOR LIFE MUSIC ENTERTAINMENT,INC | FOR LIFE MUSIC ENTERTAINMENT,INC | FOR LIFE MUSIC ENTERTAINMENT,INC | FOR LIFE MUSIC ENTERTAINMENT,INC | FOR LIFE MUSIC ENTERTAINMENT,INC | FOR LIFE MUSIC ENTERTAINMENT,INC | FOR LIFE MUSIC ENTERTAINMENT,INC |
| -------------------------------- | -------------------------------- | -------------------------------- | -------------------------------- | -------------------------------- | -------------------------------- | -------------------------------- | -------------------------------- |
| 1st                              | 2012年5月30日                    | FAMOUS MICROPHONE                | FLCF-4432                        | 34位                             |                                  | 30位                             | CD                               |

### BOXセット
| 発売日                   | タイトル                                    | 規格品番              | オリコン 最高位       | Billboard Japan       | Billboard Japan       |                       |
| 発売日                   | タイトル                                    | 規格品番              | オリコン 最高位       | Hot Albums            | Top Albums Sales      | 仕様                  |
| 東芝EMI・Virgin TOKYO    | 東芝EMI・Virgin TOKYO                       | 東芝EMI・Virgin TOKYO | 東芝EMI・Virgin TOKYO | 東芝EMI・Virgin TOKYO | 東芝EMI・Virgin TOKYO | 東芝EMI・Virgin TOKYO |
| ------------------------ | ------------------------------------------- | --------------------- | --------------------- | --------------------- | --------------------- | --------------------- |
| 2004年3月17日            | シングルBOX                                 | TOCT-4790             | 106位                 |                       |                       | 10CD                  |
| ユニバーサルミュージック |                                             |                       |                       |                       |                       |                       |
| 2024年3月27日            | UN AMNESIAC GIRL 〜First Code (2000-2003)〜 | UPCY-90247            | 42位                  | 48位                  | 39位                  | 4SHM-CD+DVD+MC        |
| 2024年3月27日            | UN AMNESIAC GIRL 〜First Code (2000-2003)〜 | UPCY-7931/4           | 42位                  | 48位                  | 39位                  | 4SHM-CD               |

### 映像作品
|                                            | 発売日              | タイトル                                                   | 規格品番                | オリコン 最高位     | 仕様                                                                                      |
| MERODY STAR RECORDS                        | MERODY STAR RECORDS | MERODY STAR RECORDS                                        | MERODY STAR RECORDS     | MERODY STAR RECORDS | MERODY STAR RECORDS                                                                       |
| ------------------------------------------ | ------------------- | ---------------------------------------------------------- | ----------------------- | ------------------- | ----------------------------------------------------------------------------------------- |
| PV                                         | 2000年8月9日        | 月光+1 SINGLE CLIPS LIMITED EDITION                        |                         |                     | VHS                                                                                       |
| 東芝EMI・Virgin TOKYO・MERODY STAR RECORDS |                     |                                                            |                         |                     |                                                                                           |
| PV                                         | 2001年4月11日       | ME AND MY DEVIL                                            | TOVF-1365               | 2位                 | VHS                                                                                       |
| PV                                         | 2001年4月11日       | ME AND MY DEVIL                                            | TOBF-5079               | 2位                 | DVD                                                                                       |
| PV                                         | 2001年4月11日       | ME AND MY DEVIL                                            | TOBF-91082              | 2位                 | 2005年9月14日 DVD再発盤                                                                   |
| ライブ                                     | 2001年11月7日       | CRADLE ON MY NOISE L*I*V*E 〜LIVE INSOMNIA VIDEO EDITION〜 | TOVF-1375               | 3位                 | VHS                                                                                       |
| ライブ                                     | 2001年11月7日       | CRADLE ON MY NOISE L*I*V*E 〜LIVE INSOMNIA VIDEO EDITION〜 | TOBF-5098               | 3位                 | DVD                                                                                       |
| ライブ                                     | 2001年11月7日       | CRADLE ON MY NOISE L*I*V*E 〜LIVE INSOMNIA VIDEO EDITION〜 | TOBF-91076              | 3位                 | 2004年11月17日 DVD再発盤                                                                  |
| PV                                         | 2002年12月11日      | PRINCESS BELIEVER                                          | TOVF-1402               | 12位                | VHS                                                                                       |
| PV                                         | 2002年12月11日      | PRINCESS BELIEVER                                          | TOBF-5185               | 12位                | DVD                                                                                       |
| PV                                         | 2002年12月11日      | PRINCESS BELIEVER                                          | TOBF-91083              | 12位                | 2005年9月14日 DVD再発盤                                                                   |
| ライブ                                     | 2003年5月21日       | ULTIMATE CRASH '02 LIVE AT BUDOKAN                         | TOBF-5209               | 9位                 | 初回プレス盤のみポストカード付                                                            |
| 東芝EMI・Virgin RECORDS                    |                     |                                                            |                         |                     |                                                                                           |
| PV                                         | 2004年12月1日       | the complete clips                                         | TOBF-5338               | 9位                 |                                                                                           |
| UNIVERSAL SIGMA・A&M RECORDS               |                     |                                                            |                         |                     |                                                                                           |
| ライブ                                     | 2008年8月6日        | NINE DIRTS AND SNOW WHITE FLICKERS                         | UMBK-1132               | 11位                |                                                                                           |
| ライブ                                     | 2008年8月6日        | NINE DIRTS AND SNOW WHITE FLICKERS                         | UMBK-9216               | 249位               | 2009年11月4日 再発盤                                                                      |
| ライブ                                     | 2008年8月6日        | NINE DIRTS AND SNOW WHITE FLICKERS                         | UPBY-9106               | 275位               | 2020年10月7日 再々々発盤                                                                  |
| PV                                         | 2010年6月30日       | HARD RED FANTASIA                                          | UMBK-1152               | 53位                |                                                                                           |
| PV                                         | 2010年6月30日       | HARD RED FANTASIA                                          | UMBK-9252               | 53位                | 2012年9月26日 再発盤                                                                      |
| FOR LIFE MUSIC ENTERTAINMENT,INC           |                     |                                                            |                         |                     |                                                                                           |
| ライブ                                     | 2012年3月14日       | HOTEL MURDERESS OF ARIZONA MY GUN                          | FLBF-8107               | 26位                |                                                                                           |
| ビクターエンタテインメント                 |                     |                                                            |                         |                     |                                                                                           |
| ライブ                                     | 2017年11月29日      | ENDLESS LESSON                                             | VIZL-1268               | 37位                | 2Blu-ray＋Photo Book                                                                      |
| ライブ                                     | 2017年11月29日      | ENDLESS LESSON                                             | VIZL-1269               | 43位                | 2DVD＋Photo Book                                                                          |
| ライブ                                     | 2019年3月20日       | HUSH HUSH LOUD                                             | VIZL-1570               | 41位                | Blu-ray＋CD＋Photo Book                                                                   |
| ライブ                                     | 2019年3月20日       | HUSH HUSH LOUD                                             | VIZL-1571               | 62位                | DVD＋CD＋Photo Book                                                                       |
| ライブ                                     | 2021年5月26日       | LIVING WITH A GHOST                                        | VIXL-328                | 53位                | Blu-ray                                                                                   |
| ライブ                                     | 2021年5月26日       | LIVING WITH A GHOST                                        | VIBL-1013               | 48位                | DVD                                                                                       |
| ライブ                                     | 2023年8月9日        | Moses To Elise                                             | VOSF-12237 ~ VOSF-12239 | 13位                | Blu-ray+Photo Book+オリジナルTシャツ(Moses to Eliseバージョン) (期間限定完全受注生産商品) |
| ライブ                                     | 2023年8月9日        | Moses To Elise                                             | VOSF-12240 ~ VOSF-12242 | 13位                | Blu-ray+Photo Book+オリジナルTシャツ(Tiny Screamsバージョン) (期間限定完全受注生産商品)   |
| ライブ                                     | 2023年8月9日        | Moses To Elise                                             | NZS-935                 | 13位                | Blu-ray+Photo Book (完全生産限定盤)                                                       |
| ライブ                                     | 2023年8月9日        | Moses To Elise                                             | VOSF-12243 ~ VOSF-12245 | 35位                | DVD+Photo Book+オリジナルTシャツ(Moses to Eliseバージョン) (期間限定完全受注生産商品)     |
| ライブ                                     | 2023年8月9日        | Moses To Elise                                             | VOSF-12246 ~ VOSF-12248 | 35位                | DVD+Photo Book+オリジナルTシャツ(Tiny Screamsバージョン) (期間限定完全受注生産商品)       |
| ライブ                                     | 2023年8月9日        | Moses To Elise                                             | NZS-936                 | 35位                | DVD+Photo Book (完全生産限定盤)                                                           |
| ユニバーサルミュージック                   |                     |                                                            |                         |                     |                                                                                           |
| ライブ & PV                                | 2025年8月27日予定   | WITHOUT MY DREAM -Second Code-                             | UPXY-9042               |                     | 3Blu-ray+2SHM-CD                                                                          |
| ライブ & PV                                | 2025年8月27日予定   | WITHOUT MY DREAM -Second Code-                             | UPXY-6125               | 3Blu-ray            |                                                                                           |

その他映像作品
|        | 発売日        | タイトル                                    | 規格品番   | 仕様 | 詳細                                    |
| ------ | ------------- | ------------------------------------------- | ---------- | ---- | --------------------------------------- |
| ライブ | 2009年2月25日 | Bank Band with Great Artists ap bank fes'08 | TFBQ-18096 | 3DVD | Disc1Tr.07 everyhome (バンドバージョン) |

### 参加作品
| 発売日         | 楽曲名                 | 収録先                                                               | 備考                               | 規格品番    | 仕様   |
| -------------- | ---------------------- | -------------------------------------------------------------------- | ---------------------------------- | ----------- | ------ |
| 2001年9月7日   | traces                 | 〜Scene〜「氷点2001」オリジナル・サウンドトラック                    | 作曲：羽毛田丈史 唄：鬼束ちひろ    | TOCT-24644  |        |
| 2002年9月11日  | Amny                   | PE'Z『九月の空 -KUGATSU NO SOLA-』                                   | 作詞&ポエトリー・リーディング      | TOCT-24855  |        |
| 2002年9月11日  | Amny                   | PE'Z『九月の空 -KUGATSU NO SOLA-』                                   | 作詞&ポエトリー・リーディング      | TOCT-95068  | SHM-CD |
| 2002年12月11日 | 守ってあげたい         | V.A.『Queen's Fellows:yuming 30th anniversary cover album』          | 松任谷由実トリビュートアルバム     | TOCT-25001  |        |
| 2009年3月25日  | 青春の輝き             | V.A.『イエスタデイ・ワンス・モア〜TRIBUTE TO THE CARPENTERS〜』      | カーペンターズトリビュートアルバム | UICZ-4193   |        |
| 2012年5月2日   | つ・き・あ・い・た・い | V.A.『KING OF SONGWRITER~SONGS OF KIYOSHIRO COVERS~』                | 忌野清志郎トリビュートアルバム     | FLCF-4425   |        |
| 2016年2月24日  | Fighter                | V.A.『MIKA NAKASHIMA TRIBUTE』                                       | 中島美嘉トリビュートアルバム       | AICL-3064/5 | 初回盤 |
| 2016年2月24日  | Fighter                | V.A.『MIKA NAKASHIMA TRIBUTE』                                       | 中島美嘉トリビュートアルバム       | AICL-3066   | 通常盤 |
| 2016年10月19日 | 緊張                   | UNCHAIN『20th Sessions』                                             | UNCHAINコラボレーションアルバム    | CRCP-40479  |        |
| 2017年6月7日   | 夏休み                 | V.A.『今日までそして明日からも、吉田拓郎 tribute to TAKURO YOSHIDA』 | 吉田拓郎トリビュートアルバム       | UICV-1075   |        |

### 書籍
- 月の破片（2011年4月20日、幻冬舎） ISBN 978-4-344-01977-5

### 楽曲提供
- 劉虹嬅「月光」（作詞：姚謙、作曲：鬼束ちひろ） - 鬼束の月光と同名異曲。JASRAC登録名「Moon light」
- 花岡なつみ「夏の罪」（2015年8月12日）作詞作曲[64]
- UNCHAIN「甘い晩餐」2017年6月7日発売Album『from Zero to "F"』収録。作詞提供。[65]

### サウンドトラック
- 『テレビ朝日系ドラマ「トリック」オリジナル・サウンドトラック』TOCT-24416（2000年9月6日）「月光 〜TV86〜」収録
- 『オルゴールで聴く 鬼束ちひろ 作品集』VRCL-5028（2001年12月5日）
- 『「ラストゲーム最後の早慶戦」オリジナル・サウンドトラック』UMCK-1257（2008年8月6日）「蛍(Instrumental)」収録

### タイアップ
| 曲名                      | タイアップ                                                                     |
| ------------------------- | ------------------------------------------------------------------------------ |
| 月光                      | テレビ朝日系金曜ナイトドラマ『トリック』主題歌                                 |
| 月光                      | 全国東宝系公開映画『トリック-劇場版-』『トリック-劇場版-ラストステージ』主題歌 |
| 月光                      | 朝日放送「おもしろレンタルビデオ スピルバーガー」エンディングテーマ            |
| Arrow of Pain             | 映画『グローウィン・グローウィン』挿入歌                                       |
| Cage                      | TBS系『新ウンナンの気分は上々。』エンディングテーマ                            |
| 眩暈                      | 『ラ・パルレ』CMソング                                                         |
| 眩暈                      | テレビ朝日系『大学王』エンディングテーマ                                       |
| edge                      | 全国東映系公開映画『溺れる魚』主題歌                                           |
| イノセンス                | アプライド・マテリアルズ 企業CMソング                                          |
| BACK DOOR (album version) | NHK総合『夢伝説』エンディングテーマ                                            |
| 螺旋                      | 映画『WASABI』挿入歌                                                           |
| infection                 | テレビ朝日系木曜ドラマ『氷点2001』主題歌                                       |
| LITTLE BEAT RIFLE         | テレビ朝日系『モノ・好きっ! パラダイス』エンディングテーマ                     |
| 流星群                    | テレビ朝日系金曜ナイトドラマ『トリック2』主題歌                                |
| ROLLIN'                   | テレビ朝日系『完売劇場』エンディングテーマ                                     |
| 茨の海                    | 映画『群青の夜の羽毛布』主題歌                                                 |
| Our Song                  | ネスレ『ブライト』CMソング                                                     |
| 声                        | テレビ朝日系『無添加』エンディングテーマ                                       |
| Tiger in my Love          | KENWOOD 企業CMソング                                                           |
| 漂流の羽根                | NHK総合月曜ドラマシリーズ『結婚泥棒』主題歌                                    |
| BORDERLINE                | 松竹配給映画『CASSHERN』挿入歌                                                 |
| Sign                      | J-PHONE 東芝『J-T08』『J-T09』CMソング                                         |
| Beautiful Fighter         | 2003北海道マラソン大会イメージソング                                           |
| いい日旅立ち・西へ        | JR西日本『それは、西にある。 DISCOVER WEST』キャンペーンソング                 |
| 私とワルツを              | テレビ朝日系木曜ドラマ『トリック3』主題歌                                      |
| everyhome                 | 毎日放送『music channel Hz』2007年6月度エンディングテーマ                      |
| 蛍                        | シネカノン配給映画『ラストゲーム 最後の早慶戦』主題歌                          |
| 悪戯道化師                | フジテレビ系「アウト×デラックス」エンディング曲                                |
| This Silence Is Mine      | PlayStation 3専用ゲーム「ドラッグオンドラグーン3」テーマソング                 |
| 祈りが言葉に変わる頃      | ショウゲート配給映画『呪怨 -終わりの始まり-』主題歌                            |
| Twilight Dreams           | FOD、フジテレビ系『ポルノグラファー』主題歌                                    |
| End of the world          | FOD、フジテレビ系『ポルノグラファー～インディゴの気分～』主題歌                |
| スロウダンス              | 松竹配給映画『劇場版ポルノグラファー～プレイバック～』主題歌                   |

## ライブ
薄緑は対バン形式、ロックフェス　　　楽器略語一覧

### 2000-2001年
| 開催期日                        | 公演タイトル/バンドメンバー | 場所                               | 備考 |
| ------------------------------- | --- | ---------------------------------- | --- |
| 2000年2月14日                   | SHIBUYA TSUTAYA インストアライブ | SHIBUYA TSUTAYA                    | |
| 2000年7月20日                   | びわ湖大津なぎさ音楽祭2000 | 琵琶湖畔                           | [ 注 7 ] |
| 2000年7月26日                   | ASAHI SUPER DRY MUSIC SPIRAL 2000 | Zepp TOKYO                         | |
| 2000年8月6日                    | ROCK WORD GIGS | 新宿LOFT                           | |
| 2000年8月17日                   | インストアライブ | 東京 新星堂DISK INN吉祥寺店        | |
| 2000年8月27日                   | インストアライブ | 神奈川 新星堂ランドマーク店        | |
| 2000年10月12日                  | MUSIC TALKS 2000 Autumn | 東京赤坂BLITZ                      | 東芝EMI主催コンベンション・ライブ |
| 2000年11月16日                  | AIR-G' 時計台アコースティックライブ vol.15 | 札幌市時計台                       | 招待制 |
| 2000年11月22日                  | Live Junction Vol.5 | 大阪梅田HEAT BEAT                  | |
| 2000年11月26日                  | インストアライブ | 大阪 TOWER RECORDS 梅田店          | |
| 2000年12月2日                   | インストアライブ | 神戸 HMV 三宮店                    | |
| 2000年12月3日                   | インストアライブ | 宮城 VIRGIN MEGA STORE 仙台店      | |
| 2000年12月9日                   | インストアライブ | 東京 HMV 新宿SOUTH                 | 月光、Cage、BACK DOOR、Desperado |
| 2000年12月10日                  | fm fukuoka presents 鬼束ちひろ TALK&LIVE | イムズホール                       | セットリスト 1. 月光 2. シャイン 3. BACK DOOR 4. Let it rain 5. Time after time 6. Ash on this road 7. Cage 8. Try to cry ～encore～ 9. 月光 ～encore～ |
| 2001年2月20日                   | COUNT DOWN KANSAI Winter Special featuring Chihiro Onitsuka                                                                                      | ザ・フェニックスホール             | |
| 2001年2月22日                   | No Music, No Future Vol.5 | TOWER RECORDS 渋谷店               | セットリスト 1. 月光 2. We can go 3. edge 4. BACK DOOR 5. シャイン 6. 眩暈 Pf.羽毛田丈史 |
| 2001年2月27日                   | SING LIKE TALKING・矢野真紀・鬼束ちひろ・塩谷哲アコースティックライブ                                                                            | 金沢市文化ホール                   | セットリスト 1. 月光 2. We can go 3. edge 4. BACK DOOR 5. シャイン 6. 眩暈 Pf.羽毛田丈史 |
| 2001年3月23日                   | ファンキー稲田のV-airサウンドスペシャル 鬼束ちひろトーク＆ライブ                                                                                 | 鳥取 米子ベリエ                    | |
| CHIHIRO ONITSUKA LIVE TOUR 2001 | |                                    | |
| 2001年4月10日                   | Pf. 羽毛田丈史 Ba. "FIRE"(松田卓己) Drms 楠 均 Gt. 工藤直樹 A.Gt 西海 孝                                                                         | 大阪・BIG CAT                      | 1.Ash on this roard 2.イノセンス 3.BACK DOOR 4.edge 5.call 6.シャイン（album version） 7.Tiger in my Love 8.螺旋 9.Arrow of Pain 10.Try to Cry 11.LET IT RAIN 12.We can go 13.Cage 14.眩暈 -encore- 15.月光（album version） 16.You Gotta Be(Des'ree カバー) ※渋谷、松山のみ |
| 2001年4月11日                   | Pf. 羽毛田丈史 Ba. "FIRE"(松田卓己) Drms 楠 均 Gt. 工藤直樹 A.Gt 西海 孝                                                                         | 松山・EBC Vivit Hall               | 1.Ash on this roard 2.イノセンス 3.BACK DOOR 4.edge 5.call 6.シャイン（album version） 7.Tiger in my Love 8.螺旋 9.Arrow of Pain 10.Try to Cry 11.LET IT RAIN 12.We can go 13.Cage 14.眩暈 -encore- 15.月光（album version） 16.You Gotta Be(Des'ree カバー) ※渋谷、松山のみ |
| 2001年4月13日                   | Pf. 羽毛田丈史 Ba. "FIRE"(松田卓己) Drms 楠 均 Gt. 工藤直樹 A.Gt 西海 孝                                                                         | 広島・Cave-Be                      | 1.Ash on this roard 2.イノセンス 3.BACK DOOR 4.edge 5.call 6.シャイン（album version） 7.Tiger in my Love 8.螺旋 9.Arrow of Pain 10.Try to Cry 11.LET IT RAIN 12.We can go 13.Cage 14.眩暈 -encore- 15.月光（album version） 16.You Gotta Be(Des'ree カバー) ※渋谷、松山のみ |
| 2001年4月14日                   | Pf. 羽毛田丈史 Ba. "FIRE"(松田卓己) Drms 楠 均 Gt. 工藤直樹 A.Gt 西海 孝                                                                         | Zepp Fukuoka                       | 1.Ash on this roard 2.イノセンス 3.BACK DOOR 4.edge 5.call 6.シャイン（album version） 7.Tiger in my Love 8.螺旋 9.Arrow of Pain 10.Try to Cry 11.LET IT RAIN 12.We can go 13.Cage 14.眩暈 -encore- 15.月光（album version） 16.You Gotta Be(Des'ree カバー) ※渋谷、松山のみ |
| 2001年4月18日                   | Pf. 羽毛田丈史 Ba. "FIRE"(松田卓己) Drms 楠 均 Gt. 工藤直樹 A.Gt 西海 孝                                                                         | Zepp Sendai                        | 1.Ash on this roard 2.イノセンス 3.BACK DOOR 4.edge 5.call 6.シャイン（album version） 7.Tiger in my Love 8.螺旋 9.Arrow of Pain 10.Try to Cry 11.LET IT RAIN 12.We can go 13.Cage 14.眩暈 -encore- 15.月光（album version） 16.You Gotta Be(Des'ree カバー) ※渋谷、松山のみ |
| 2001年4月20日                   | Pf. 羽毛田丈史 Ba. "FIRE"(松田卓己) Drms 楠 均 Gt. 工藤直樹 A.Gt 西海 孝                                                                         | Zepp Sapporo                       | 1.Ash on this roard 2.イノセンス 3.BACK DOOR 4.edge 5.call 6.シャイン（album version） 7.Tiger in my Love 8.螺旋 9.Arrow of Pain 10.Try to Cry 11.LET IT RAIN 12.We can go 13.Cage 14.眩暈 -encore- 15.月光（album version） 16.You Gotta Be(Des'ree カバー) ※渋谷、松山のみ |
| 2001年4月24日                   | Pf. 羽毛田丈史 Ba. "FIRE"(松田卓己) Drms 楠 均 Gt. 工藤直樹 A.Gt 西海 孝                                                                         | 新潟フェイズ                       | 1.Ash on this roard 2.イノセンス 3.BACK DOOR 4.edge 5.call 6.シャイン（album version） 7.Tiger in my Love 8.螺旋 9.Arrow of Pain 10.Try to Cry 11.LET IT RAIN 12.We can go 13.Cage 14.眩暈 -encore- 15.月光（album version） 16.You Gotta Be(Des'ree カバー) ※渋谷、松山のみ |
| 2001年4月27日                   | Pf. 羽毛田丈史 Ba. "FIRE"(松田卓己) Drms 楠 均 Gt. 工藤直樹 A.Gt 西海 孝                                                                         | 名古屋・CLUB DIAMOND HALL          | 1.Ash on this roard 2.イノセンス 3.BACK DOOR 4.edge 5.call 6.シャイン（album version） 7.Tiger in my Love 8.螺旋 9.Arrow of Pain 10.Try to Cry 11.LET IT RAIN 12.We can go 13.Cage 14.眩暈 -encore- 15.月光（album version） 16.You Gotta Be(Des'ree カバー) ※渋谷、松山のみ |
| 2001年4月28日                   | Pf. 羽毛田丈史 Ba. "FIRE"(松田卓己) Drms 楠 均 Gt. 工藤直樹 A.Gt 西海 孝                                                                         | SHIBUYA-AX                         | 1.Ash on this roard 2.イノセンス 3.BACK DOOR 4.edge 5.call 6.シャイン（album version） 7.Tiger in my Love 8.螺旋 9.Arrow of Pain 10.Try to Cry 11.LET IT RAIN 12.We can go 13.Cage 14.眩暈 -encore- 15.月光（album version） 16.You Gotta Be(Des'ree カバー) ※渋谷、松山のみ |
| 2001年5月13日                   | インストアライブ | 東京ヴァージン・メガストアー新宿店 | シャイン、月光 Pf.古川初穂 |
| 2001年7月22日                   | MEET THE WORLD BEAT 2001 | 大阪万博記念公園                   | シャイン、LITTLE BEAT RIFLE、edge、月光 Pf.羽毛田丈史 |
| 2001年8月4日                    | ARABAKI ROCK FEST. 2001 | 仙台港                             | |
| 2001年8月8日                    | TREASURE MAP 052 EXTREMES | 愛知県体育館                       | |
| 2001年8月16日                   | PIA Music Foundation SPECIAL | 横浜アリーナ                       | 月光、BECAUSE THE NIGHT、ONE OF US、infection Pf.羽毛田丈史 |
| 2001年8月18日                   | RISING SUN ROCK FESTIVAL 2001 in EZO | 石狩湾新港                         | 月光、BECAUSE THE NIGHT、ONE OF US、infection Pf.羽毛田丈史 |
| 2001年8月26日                   | MAJI ROCK FESTIVAL SPECIAL | マリンメッセ福岡                   | |
| 2001年9月2日                    | BREAK JAM DX | 渋谷公会堂                         | 抽選招待 セットリスト1.シャイン 2.call 3.月光 4.Because The Night 5.LITTLE BEAT RIFLE 6.We can go 7.infection Pf.羽毛田丈史 Ba."FIRE"(松田卓己) Drs.楠 均 Gt.西海 孝 |
| 2001年9月8日                    | インストアライブ | 神奈川 HMV横浜 VIVRE店             | 月光、BACK DOOR、infection Pf.羽毛田氏、Ba.渡辺等 |
| 2001年9月8日                    | SKY PerfectTV! infection/LITTLE BEAT RIFLE リリース記念 SPECIAL LIVE Pf. 羽毛田丈史 Ba. 渡辺等 Vn. 真部裕 Vn. 伊能修 Vla. 三木章子 Vc. 西谷 牧人 | TBSホール                          | 抽選招待セットリスト 1. 月光 2. BACK DOOR 3. One of us(Joan Osbourne cover) 4. infection 5. 眩暈 |
| 2001年10月7日                   | MUSIC TALKS 2001 Autumn | 東京 赤坂BLITZ                     | |

### 2002-2004年
| CHIHIRO ONITSUKA 'LIVE VIBE 2002' （最終公演のみ 'LIVE VIBE 2002' SPECIAL AT "YAON"） | |                                          | |
| 2002年3月25日                                                                         | Pf. 羽毛田丈史 Drms 遠藤徳光 Ba.&Vc. 渡辺等 Perc.楠 均 A.Gt, 堀越信泰 Gt. 西海 孝                                                               | 渋谷公会堂                               | 1. ROLLIN' 2. 眩暈 3. 流星群 4. A Horse and Queen 5. シャドウ 6. LITTLE BEAT RIFLE(album ver.) 7. Our Song 8. You Were Meant For Me 9. Angels Would Fall 10. 茨の海 11. 月光(single ver.) 12. Cage 13. シャイン(single ver.) 14. everything,in my hands 15. CROW -encore- 16.infection                                                       |
| 2002年3月26日                                                                         | Pf. 羽毛田丈史 Drms 遠藤徳光 Ba.&Vc. 渡辺等 Perc.楠 均 A.Gt, 堀越信泰 Gt. 西海 孝                                                               | 渋谷公会堂                               | 1. ROLLIN' 2. 眩暈 3. 流星群 4. A Horse and Queen 5. シャドウ 6. LITTLE BEAT RIFLE(album ver.) 7. Our Song 8. You Were Meant For Me 9. Angels Would Fall 10. 茨の海 11. 月光(single ver.) 12. Cage 13. シャイン(single ver.) 14. everything,in my hands 15. CROW -encore- 16.infection                                                       |
| 2002年4月3日                                                                          | Pf. 羽毛田丈史 Drms 遠藤徳光 Ba.&Vc. 渡辺等 Perc.楠 均 A.Gt, 堀越信泰 Gt. 西海 孝                                                               | 愛媛・松山市民会館                       | 1曲カット Tr.14 or Tr.16 |
| 2002年4月4日                                                                          | Pf. 羽毛田丈史 Drms 遠藤徳光 Ba.&Vc. 渡辺等 Perc.楠 均 A.Gt, 堀越信泰 Gt. 西海 孝                                                               | 広島厚生年金会館                         | 1曲カット Tr.14 or Tr.16 |
| 2002年4月8日                                                                          | Pf. 羽毛田丈史 Drms 遠藤徳光 Ba.&Vc. 渡辺等 Perc.楠 均 A.Gt, 堀越信泰 Gt. 西海 孝                                                               | 大阪・フェスティバルホール               | 公演中止 |
| 2002年4月11日                                                                         | Pf. 羽毛田丈史 Drms 遠藤徳光 Ba.&Vc. 渡辺等 Perc.楠 均 A.Gt, 堀越信泰 Gt. 西海 孝                                                               | 仙台・サンプラザ                         | 公演中止 |
| 2002年4月12日                                                                         | Pf. 羽毛田丈史 Drms 遠藤徳光 Ba.&Vc. 渡辺等 Perc.楠 均 A.Gt, 堀越信泰 Gt. 西海 孝                                                               | 青森市文化会館                           | 2曲カット Tr.2,10 |
| 2002年4月15日                                                                         | Pf. 羽毛田丈史 Drms 遠藤徳光 Ba.&Vc. 渡辺等 Perc.楠 均 A.Gt, 堀越信泰 Gt. 西海 孝                                                               | 札幌市民会館                             | 2曲カット Tr.2,10 |
| 2002年4月17日                                                                         | Pf. 羽毛田丈史 Drms 遠藤徳光 Ba.&Vc. 渡辺等 Perc.楠 均 A.Gt, 堀越信泰 Gt. 西海 孝                                                               | 新潟テルサ                               | 2曲カット Tr.2,10 |
| 2002年4月21日                                                                         | Pf. 羽毛田丈史 Drms 遠藤徳光 Ba.&Vc. 渡辺等 Perc.楠 均 A.Gt, 堀越信泰 Gt. 西海 孝                                                               | NHKホール                                | 4曲カット Tr.2,9,10,14 |
| 2002年4月22日                                                                         | Pf. 羽毛田丈史 Drms 遠藤徳光 Ba.&Vc. 渡辺等 Perc.楠 均 A.Gt, 堀越信泰 Gt. 西海 孝                                                               | 名古屋国際会議場 センチュリーホール      | 2曲カット Tr.2,10 |
| 2002年4月25日                                                                         | Pf. 羽毛田丈史 Drms 遠藤徳光 Ba.&Vc. 渡辺等 Perc.楠 均 A.Gt, 堀越信泰 Gt. 西海 孝                                                               | 福岡サンパレス                           | 2曲カット Tr.2,10 |
| 2002年4月28日                                                                         | Pf. 羽毛田丈史 Drms 遠藤徳光 Ba.&Vc. 渡辺等 Perc.楠 均 A.Gt, 堀越信泰 Gt. 西海 孝                                                               | 沖縄市民会館                             | 2曲カット Tr.2,10 |
| 2002年5月6日                                                                          | Pf. 羽毛田丈史 Drms 遠藤徳光 Ba.&Vc. 渡辺等 Perc.楠 均 A.Gt, 堀越信泰 Gt. 西海 孝                                                               | 日比谷野外音楽堂                         | 1. We can go 2. BACK DOOR 3. A Horse and Queen 4. シャドウ 5. LITTLE BEAT RIFLE(Album Ver.) 6. Our Song 7. You Were Ment For Me 8. 月光(Album Ver.) 9. Cage 10. シャイン 11. CROW -encore- 12.Angels Would Fall 13.everything, in my hands -encore2- 14.infection                                                                            |
| 2002年10月3日                                                                         | Live Junction Vol.10 | なんばHatch                              | |
| CHIHIRO ONITSUKA ULTIMATE CRASH '02                                                   | |                                          | |
| 2002年11月5日                                                                         | Pf. 羽毛田丈史 Pf. 富樫春生 Drs 渡嘉敷祐一 Ba. 渡辺 直樹 1st Vn. NAOTO 2nd Vn. 真部 裕 Vla. 三木章子 Vc. 北口大輔                               | 日本武道館                               | 1. Introduction (ピアノソナタ「月光」第1楽章) 2. NOT YOUR GOD 3. Cage 4. infection 5. 漂流の羽根 6. One of us (Joan Osborne カバー曲) 7. 眩暈 8. Interlude (「るらるら大使」) 9. Tiger in my love 10. イノセンス 11. edge 12. シャイン 13. BORDERLINE 14. 守ってあげたい 15. 声 16. King of solitude －ENCORE－ 17.月光 18.Castle・imitation |
| 2002年11月7日                                                                         | Pf. 羽毛田丈史 Pf. 富樫春生 Drs 渡嘉敷祐一 Ba. 渡辺 直樹 1st Vn. NAOTO 2nd Vn. 真部 裕 Vla. 三木章子 Vc. 北口大輔                               | 大阪・フェスティバルホール               | 振替公演 |
| 2002年11月10日                                                                        | Pf. 羽毛田丈史 Pf. 富樫春生 Drs 渡嘉敷祐一 Ba. 渡辺 直樹 1st Vn. NAOTO 2nd Vn. 真部 裕 Vla. 三木章子 Vc. 北口大輔                               | 仙台サンプラザ                           | 振替公演 |
| 2003年3月10日                                                                         | CHIHIRO ONITSUKA SPECIAL LIVE | SHIBUYA-AX                               | 抽選招待 1. 流星群 2. Cage 3. 月光 4. 眩暈 5. BACK DOOR 6. infection 7. BORDERLINE 8. Tiger in My Love 9. Rollin' 10. LITTLE BEAT RIFLE 11. シャイン 12. 声 -encore- 13. Castle・Imitation |
| 2003年6月1日                                                                          | FUNKY802 14th Anniversary Special Jive the Keys                                                                                                 | 大阪城ホール                             | 1. 月光 2. 青春の影 3. Sign Pf. 羽毛田丈史 E.Gt. 小倉博和 Org. 塩谷哲 Ba. 荻原基文Per. 三沢またろう |
| 『"UNPLUGGED SHOW '03"』                                                              | |                                          | |
| 2003年8月5日                                                                          | 0Pf.& A.Gt.羽毛田丈史 0Vn.NAOTO、真部裕、押鐘貴之、今野均 0Vla.三木章子、番場かおり 0Vc.北口大輔、丸山朋文 0Cb.一本茂樹 0Per.楠 均 0A.Gt.西海孝 | ザ・シンフォニーホール                   | 1. introduction～絡まった糸～ 2. 月光 3. BORDERLINE 4. Castle・imitation 5. 眩暈 6. 流星群 -intermission- 07. infection-viola- 08. 氷点 09. call 10. シャイン 11. 漂流の羽根 12. BACK DOOR 13. infection 14. 嵐ヶ丘 15. CROW -encore- 16. Beautiful Fighter 17. カントリーロード（東京のみ） 18. Sign                                        |
| 2003年8月19日                                                                         | 0Pf.& A.Gt.羽毛田丈史 0Vn.NAOTO、真部裕、押鐘貴之、今野均 0Vla.三木章子、番場かおり 0Vc.北口大輔、丸山朋文 0Cb.一本茂樹 0Per.楠 均 0A.Gt.西海孝 | サントリーホール                         | 1. introduction～絡まった糸～ 2. 月光 3. BORDERLINE 4. Castle・imitation 5. 眩暈 6. 流星群 -intermission- 07. infection-viola- 08. 氷点 09. call 10. シャイン 11. 漂流の羽根 12. BACK DOOR 13. infection 14. 嵐ヶ丘 15. CROW -encore- 16. Beautiful Fighter 17. カントリーロード（東京のみ） 18. Sign                                        |
| 2003年8月26日                                                                         | love crescendo vol.1 | 福岡サンパレス                           | |
| 2003年8月30日                                                                         | SOUND CONIFER229 supported by PIA Music Foundation                                                                                              | 富士急ハイランド「コニファーフォレスト」 | |
| 2004年9月20日                                                                         | SPACE SHOWER TV SWEET LOVE SHOWER 2004 | 日比谷野外音楽堂                         | 1. Smell Like Teen Spirit(Nirvana) 2. King of Pain(Police) 3. 育つ雑草 |

### 2006-2014年
| 2006年9月10日  | 『もんしぇん』公開記念イベントミニライブ                                                                                                | 東京国立博物館内映画館一角座  | |
| 2007年3月17日  | AP BANG! 東京環境会議 TOKYO CREATORS MEETING vol.1                                                                                      | 新木場STUDIO COAST            | 月光,MAGICAL WORLD,everyhome |
| 2008年4月26日  | CHIHIRO ONITSUKA CONCERT NINE DIRTS AND SNOW WHITE FLICKERS Pf. 富樫春生 1st Vn. 室屋光一郎 2nd Vn. 藤堂昌彦 Vla. 三木章子 Vc. 丸山朋文 | オーチャードホール            | |
| 2008年7月19日  | ap bank fes '08 | つま恋多目的広場              | 月光,everyhome バンドBank Band |
| 2008年8月3日   | ROCK IN JAPAN FES.2008 | 国営ひたち海浜公園            | 1. X 2. 月光 3. everyhome 4. Dream on 5. Sign 6. 蛍 メンバー Pf.富樫春生 |
| 2011年7月24日  | JOIN ALIVE 2011 | いわみざわ公園                | 1. A WHITE WHALE MY QUIET DREAM 2. 青い鳥 3. BORDERLINE 4. American Woman 5. Beautiful Fighter メンバー Pf.富樫春生 |
| 2011年11月30日 | 鬼束ちひろ CONCERT TOUR 2011 「HOTEL MURDERESS OF ARIZONA ACOUSTIC SHOW」                                                               | 愛知県芸術劇場 大ホール       | ※セットリストは7曲目に月光 それ以外はDVDと同一 ※メンバーはPf.坂本のみ |
| 2011年12月11日 | 鬼束ちひろ CONCERT TOUR 2011 「HOTEL MURDERESS OF ARIZONA ACOUSTIC SHOW」                                                               | 神戸国際会館 こくさいホール   | ※セットリストは7曲目に月光 それ以外はDVDと同一 ※メンバーはPf.坂本のみ |
| 2011年12月17日 | 鬼束ちひろ CONCERT TOUR 2011 「HOTEL MURDERESS OF ARIZONA ACOUSTIC SHOW」                                                               | 東京国際フォーラム ホールA    | ※セットリストは7曲目に月光 それ以外はDVDと同一 ※メンバーはPf.坂本のみ |
| 2012年6月6日   | CHIHIRO ONITSUKA Premium Live『生たまごを堕として』                                                                                     | 東京 タワーレコード渋谷店     | |
| 2013年3月11日  | CHIHIRO ONITSUKA TOUR SHOW 2013 悪戯道化師Pf. 富樫春生 A.Gt 友森昭一 Vn. 藤堂昌彦 Vn. 石橋尚子 Vla. 島岡智子 Vc. 結城貴弘               | 中野サンプラザ                | 1. Scarborough Fair 2. メトロノームの雫（新曲） 3. 月光 4. 惑星の森 5. 蛍 6. Magical World 7. Who will save your soul 8. さよなら人類 9. 蝋の翼 10. Sign 11. King of Solitude 12. はじめてのチュウ 13. 愛の台詞 14. 悪戯道化師 |
| 2013年3月16日  | | 中野サンプラザ                | 1. Scarborough Fair 2. メトロノームの雫（新曲） 3. 月光 4. 惑星の森 5. 蛍 6. Magical World 7. Who will save your soul 8. さよなら人類 9. 蝋の翼 10. Sign 11. King of Solitude 12. はじめてのチュウ 13. 愛の台詞 14. 悪戯道化師 |
| 2013年3月26日  | 大阪・梅田芸術劇場メインホール |                               | 1. Scarborough Fair 2. メトロノームの雫（新曲） 3. 月光 4. 惑星の森 5. 蛍 6. Magical World 7. Who will save your soul 8. さよなら人類 9. 蝋の翼 10. Sign 11. King of Solitude 12. はじめてのチュウ 13. 愛の台詞 14. 悪戯道化師 |
| 2014年4月27日  | ARABAKI ROCK FEST.14 | 宮城 国営みちのく杜の湖畔公園 | THE BACK HORNのゲストVo.参加「空、星、海の夜」 |
| 2014年11月1日  | FANCLIVE 2014 1 NO MAKE YES ANALOG | （個人宅のため非公開）        | ファンクラブ会員限定セットリスト 1. カントリー・ロード 2. Time of Your Life（Green Dayカバー） 3. MAGICAL WORLD （鬼束ピアノ弾き語り） 4. Sign 5. 月光 6. SCARLET Gt.友森昭一                                                  |

### 2016年-
| 2016年4月8日                                | 鬼束ちひろ CONCERT『TIGERLILY』                                                                              | 日本橋三井ホール                   | セットリスト 1. 月光 2. 眩暈 3. 私とワルツを 4. 惑星の森 5. 流星群 6. 茨の海 7. MAGICAL WORLD 8. ラストメロディー 9. everyhome 10. 陽炎 11. 帰り路をなくして 12. 蛍 13. Sign 14. King of Solitude 15. 嵐ヶ丘 Pf. 富樫春生（東京、大阪） Vc. 結城貴弘(大阪)                                                                      |
| 2016年4月10日                               | 鬼束ちひろ CONCERT『TIGERLILY』                                                                              | 日本橋三井ホール                   | 追加公演セットリスト 1. 月光 2. ラストメロディー 3. 私とワルツを 4. 茨の海 5. Castle・imitation 6. Sign 7. 陽炎 8. 蛍 9. 帰り路をなくして 10. MAGICAL WORLD 11. 惑星の森 12. 嵐ヶ丘 13. BORDERLINE 14. everyhome 15. 眩暈 16. 流星群 17. King of Solitude                                                                       |
| 2016年7月22日                               | 鬼束ちひろ CONCERT『TIGERLILY』                                                                              | 大阪・サンケイホールブリーゼ       | 追加公演セットリスト 1. 月光 2. ラストメロディー 3. 私とワルツを 4. 茨の海 5. Castle・imitation 6. Sign 7. 陽炎 8. 蛍 9. 帰り路をなくして 10. MAGICAL WORLD 11. 惑星の森 12. 嵐ヶ丘 13. BORDERLINE 14. everyhome 15. 眩暈 16. 流星群 17. King of Solitude                                                                       |
| 2016年11月4日                               | 『鬼束ちひろ CONCERT』                                                                                       | 中野サンプラザ                     | セットリスト 1. Cage 2. ラストメロディー 3. Castle・imitation 4. 陽炎 5. 私とワルツを 6. call 7. 碧の方舟 8. 嵐ヶ丘 9. 眩暈 10. BORDERLINE 11. MAGICAL WORLD 12. 夏の罪 13. 帰り路をなくして 14. 蛍 15. 流星群 16. good bye my love 17. 月光 Pf. 富樫春生 Vc. 結城貴弘 Per. 竹本一匹                                            |
| 2016年11月10日                              | JOYFM Premium Live 2016                                                                                      | 宮崎市民文化ホール                 | セットリスト 1. Cage 2. ラストメロディー 3. 碧の方舟 4. 私とワルツを 5. 眩暈 6. 蛍 7. BORDERLINE 8. MAGICAL WORLD 9. 流星群 10. good bye my love 11. 月光 Pf.富樫春生 Ba.鈴木正人 Per.竹本一匹 |
| 鬼束ちひろ コンサートツアー『シンドローム』 | |                                    | |
| 2017年4月13日                               | Pf. 坂本昌之 Per.坂井秀彰 Ba. 海老沼崇史 Gt. 福原将宜 Vn. 吉田翔平 Vc. 結城貴弘 ※追加公演はPf.坂本のみ。     | 神奈川・CLUB CITTA'                | 1. good bye my love 2. 碧の方舟 3. Sweet Hi-Five 4. BORDERLINE 5. 蛍 6. 陽炎 7. 流星群 8. 眩暈 9. 夏の罪 10. 帰り路をなくして 11. ラストメロディー 12. X 13. 悲しみの気球 14. シャンデリア 15. ULTIMATE FICTION 16. 弦葬曲 17. 月光 18. 火の鳥                                                                                  |
| 2017年5月1日                                | Pf. 坂本昌之 Per.坂井秀彰 Ba. 海老沼崇史 Gt. 福原将宜 Vn. 吉田翔平 Vc. 結城貴弘 ※追加公演はPf.坂本のみ。     | Zepp Nagoya                        | 1. good bye my love 2. 碧の方舟 3. Sweet Hi-Five 4. BORDERLINE 5. 蛍 6. 陽炎 7. 流星群 8. 眩暈 9. 夏の罪 10. 帰り路をなくして 11. ラストメロディー 12. X 13. 悲しみの気球 14. シャンデリア 15. ULTIMATE FICTION 16. 弦葬曲 17. 月光 18. 火の鳥                                                                                  |
| 2017年5月16日                               | Pf. 坂本昌之 Per.坂井秀彰 Ba. 海老沼崇史 Gt. 福原将宜 Vn. 吉田翔平 Vc. 結城貴弘 ※追加公演はPf.坂本のみ。     | Zepp Namba                         | 1. good bye my love 2. 碧の方舟 3. Sweet Hi-Five 4. BORDERLINE 5. 蛍 6. 陽炎 7. 流星群 8. 眩暈 9. 夏の罪 10. 帰り路をなくして 11. ラストメロディー 12. X 13. 悲しみの気球 14. シャンデリア 15. ULTIMATE FICTION 16. 弦葬曲 17. 月光 18. 火の鳥                                                                                  |
| 2017年5月28日                               | Pf. 坂本昌之 Per.坂井秀彰 Ba. 海老沼崇史 Gt. 福原将宜 Vn. 吉田翔平 Vc. 結城貴弘 ※追加公演はPf.坂本のみ。     | 宮城・電力ホール                   | 1. good bye my love 2. 碧の方舟 3. Sweet Hi-Five 4. BORDERLINE 5. 蛍 6. 陽炎 7. 流星群 8. 眩暈 9. 夏の罪 10. 帰り路をなくして 11. ラストメロディー 12. X 13. 悲しみの気球 14. シャンデリア 15. ULTIMATE FICTION 16. 弦葬曲 17. 月光 18. 火の鳥                                                                                  |
| 2017年6月9日                                | Pf. 坂本昌之 Per.坂井秀彰 Ba. 海老沼崇史 Gt. 福原将宜 Vn. 吉田翔平 Vc. 結城貴弘 ※追加公演はPf.坂本のみ。     | 福岡国際会議場 メインホール        | 1. good bye my love 2. 碧の方舟 3. Sweet Hi-Five 4. BORDERLINE 5. 蛍 6. 陽炎 7. 流星群 8. 眩暈 9. 夏の罪 10. 帰り路をなくして 11. ラストメロディー 12. X 13. 悲しみの気球 14. シャンデリア 15. ULTIMATE FICTION 16. 弦葬曲 17. 月光 18. 火の鳥                                                                                  |
| 2017年6月23日                               | Pf. 坂本昌之 Per.坂井秀彰 Ba. 海老沼崇史 Gt. 福原将宜 Vn. 吉田翔平 Vc. 結城貴弘 ※追加公演はPf.坂本のみ。     | 沖縄・ミュージックタウン音市場     | 1. good bye my love 2. 碧の方舟 3. Sweet Hi-Five 4. BORDERLINE 5. 蛍 6. 陽炎 7. 流星群 8. 眩暈 9. 夏の罪 10. 帰り路をなくして 11. ラストメロディー 12. X 13. 悲しみの気球 14. シャンデリア 15. ULTIMATE FICTION 16. 弦葬曲 17. 月光 18. 火の鳥                                                                                  |
| 2017年7月7日                                | Pf. 坂本昌之 Per.坂井秀彰 Ba. 海老沼崇史 Gt. 福原将宜 Vn. 吉田翔平 Vc. 結城貴弘 ※追加公演はPf.坂本のみ。     | Zepp Sapporo                       | 1. good bye my love 2. 碧の方舟 3. Sweet Hi-Five 4. BORDERLINE 5. 蛍 6. 陽炎 7. 流星群 8. 眩暈 9. 夏の罪 10. 帰り路をなくして 11. ラストメロディー 12. X 13. 悲しみの気球 14. シャンデリア 15. ULTIMATE FICTION 16. 弦葬曲 17. 月光 18. 火の鳥                                                                                  |
| 2017年7月12日                               | Pf. 坂本昌之 Per.坂井秀彰 Ba. 海老沼崇史 Gt. 福原将宜 Vn. 吉田翔平 Vc. 結城貴弘 ※追加公演はPf.坂本のみ。     | 中野サンプラザ                     | 1. good bye my love 2. 碧の方舟 3. Sweet Hi-Five 4. BORDERLINE 5. 蛍 6. 陽炎 7. 流星群 8. 眩暈 9. 夏の罪 10. 帰り路をなくして 11. ラストメロディー 12. X 13. 悲しみの気球 14. シャンデリア 15. ULTIMATE FICTION 16. 弦葬曲 17. 月光 18. 火の鳥                                                                                  |
| 2017年7月14日                               | Pf. 坂本昌之 Per.坂井秀彰 Ba. 海老沼崇史 Gt. 福原将宜 Vn. 吉田翔平 Vc. 結城貴弘 ※追加公演はPf.坂本のみ。     | 宮崎・メディキット県民文化センター | 追加公演 |
| 2017年7月18日                               | Pf. 坂本昌之 Per.坂井秀彰 Ba. 海老沼崇史 Gt. 福原将宜 Vn. 吉田翔平 Vc. 結城貴弘 ※追加公演はPf.坂本のみ。     | Zepp DiverCity                     | 追加公演 |
| 2017年8月11日                               | ROCK IN JAPAN FESTIVAL 2017 KB. 坂本昌之 Ba. 海老沼崇史 Drms 鶴谷智生 Gt. 伊平友樹 Vn. 吉田翔平 Vc. 結城貴弘 | 国営ひたち海浜公園                 | 1. 月光 2. BORDERLINE 3. 蛍 4. 帰り路をなくして 5. X 6. 弦葬曲 |
| 2018年6月13日                               | 鬼束ちひろ CONCERT TOUR『UNDER BABIES』                                                                      | Zepp Namba                         | 共通セットリスト 1. シャイン 2. 青い鳥 3. infection 4. 漂流の羽根 5. 月光 6. 流星群 7. CROW 8. edge 9. MAGICAL WORLD 10. 弦葬曲 11. Sign 12. 私とワルツを 13. 僕等 バラ色の日々 14. 螺旋 15. King of Solitude 16. Twilight Dreams 17. VENUS Pf. 坂本昌之 Vn. 室屋光一郎 Vc. 結城貴弘                                            |
| 2018年6月18日                               | 鬼束ちひろ CONCERT TOUR『UNDER BABIES』                                                                      | Zepp Tokyo                         | 共通セットリスト 1. シャイン 2. 青い鳥 3. infection 4. 漂流の羽根 5. 月光 6. 流星群 7. CROW 8. edge 9. MAGICAL WORLD 10. 弦葬曲 11. Sign 12. 私とワルツを 13. 僕等 バラ色の日々 14. 螺旋 15. King of Solitude 16. Twilight Dreams 17. VENUS Pf. 坂本昌之 Vn. 室屋光一郎 Vc. 結城貴弘                                            |
| 2018年8月20日                               | 鬼束ちひろ CONCERT TOUR『UNDER BABIES』                                                                      | 福岡国際会議場 メインホール        | 追加公演 |
| 2018年8月31日                               | 鬼束ちひろ CONCERT TOUR『UNDER BABIES』                                                                      | 仙台GIGS                           | 追加公演 |
| 2018年12月11日                              | 鬼束ちひろ CONCERT TOUR『BEEKEEPER』                                                                         | TOKYO DOME CITY HALL               | セットリスト 1. シャイン 2. 青い鳥 3. 漂流の羽根 4. edge 5. MAGICAL WORLD 6. 螺旋 7. 僕等 バラ色の日々 8. 流星群 9. 月光 10. 弦葬曲 11. King of Solitude 12. Twilight Dreams 13. CROW 14. 私とワルツを 15. infection 16. VENUS 17. ヒナギク Pf.坂本昌之 Gt.福原将宜 Ba.鈴木正人 Perc坂井“Lambsy”秀彰 Drs.鶴谷智生 Vn.室屋光一郎 |
| 2018年12月19日                              | 鬼束ちひろ CONCERT TOUR『BEEKEEPER』                                                                         | NHK大阪ホール                      | セットリスト 1. シャイン 2. 青い鳥 3. 漂流の羽根 4. edge 5. MAGICAL WORLD 6. 螺旋 7. 僕等 バラ色の日々 8. 流星群 9. 月光 10. 弦葬曲 11. King of Solitude 12. Twilight Dreams 13. CROW 14. 私とワルツを 15. infection 16. VENUS 17. ヒナギク Pf.坂本昌之 Gt.福原将宜 Ba.鈴木正人 Perc坂井“Lambsy”秀彰 Drs.鶴谷智生 Vn.室屋光一郎 |
| 2020年9月18日                               | 鬼束ちひろ STREAMING CONCERT『SUBURBIA』                                                                     |                                    | セットリスト 1. 月光 2. 流星群 3. Tiger in my love 4. BORDERLINE 5. MAGICAL WORLD 6. 悲しみの気球 7. EVER AFTER 8. 眩暈 9. CROW 10. 蛍 |
| 2020年11月17日                              | 鬼束ちひろ CONCERT TOUR『UNHESITATE』                                                                        | オーチャードホール                 | セットリスト 1. BORDERLINE 2. End of the world 3. Tiger in my love 4. Beautiful Fighter 5. イノセンス 6. 私とワルツを 7. 流星群 8. ダイニングチキン 9. EVER AFTER 10. 悲しみの気球 11. 火の鳥 12. MAGICAL WORLD 13. CROW 14. 蛍 15. 書きかけの手紙 16. 月光 17. 嵐ヶ丘                                                          |
| 2020年11月24日                              | 鬼束ちひろ CONCERT TOUR『UNHESITATE』                                                                        | NHK大阪ホール                      | セットリスト 1. BORDERLINE 2. End of the world 3. Tiger in my love 4. Beautiful Fighter 5. イノセンス 6. 私とワルツを 7. 流星群 8. ダイニングチキン 9. EVER AFTER 10. 悲しみの気球 11. 火の鳥 12. MAGICAL WORLD 13. CROW 14. 蛍 15. 書きかけの手紙 16. 月光 17. 嵐ヶ丘                                                          |

## 出演

### テレビ番組
- ARTIST DOCUMENT 神が舞い降りる瞬間 鬼束ちひろ・22歳の素顔（2003年1月3日、NHK総合）
- 鬼束ちひろ SPECIAL LIVE Presented by VISA International（2003年3月29日、テレビ朝日）
- The Symphony Hall Sound Renaissance Vol.1 鬼束ちひろ（2003年8月29日、朝日放送）
- SONGS 鬼束ちひろ 20年の歩みを赤裸々に語る（2020年2月1日、NHK総合）

### ラジオ番組
- 鬼束ちひろのオールナイトニッポンR（2001年3月7日、2002年3月13日、ニッポン放送）
- 鬼束ちひろProduce Super Edition（2002年3月6日・3月13日・3月20日・3月27日、JFN系）

### インターネット
- 鬼束ちひろの包丁の上でUTATANETS（2011年9月21日 - 、ニコニコ生放送）[67]
- 2016年1月29日 CHIHIRO ONITSUKA TUNE HOUR 16 　インターネット配信ライブ

### 連載・寄稿
- LAST DROP（『Barfout!』2002年1月より全15回）
- 涙の旧山手通り（『ROCKIN'ON JAPAN』、2007年9月 - 2008年9月）
- セクシー・アルマジロの気まぐれ哲学（『ROCKIN'ON JAPAN』、2009年5月）
- 『ザ・バックホーンの世界』白夜書房　2008年6月7日発売 ISBN 978-4-86191-410-2 （寄稿）